# Mantoue
Mantoue (Mantova en italien ; Mantua en latin ; Mantoa en lombard) est une ville italienne, chef-lieu de la province du même nom en Lombardie, région de la plaine du Pô.
Gouvernées par la maison de Gonzague, Mantoue et Sabbioneta sont liées par une même histoire mais aussi par une tradition urbanistique, architecturale et artistique commune fondée sur les principes de la Renaissance italienne. À ce titre, les deux villes sont inscrites sur la liste du patrimoine mondial de l'humanité établie par l'Unesco en juillet 2008.
Compte tenu de son importance en tant que capitale du marquisat puis du duché de Mantoue, elle est représentée parmi les quatorze cités nobles du monument à Victor-Emmanuel II, en tant que symbole de « noble mère » et précurseur de la monarchie savoyarde ultérieure, puis de l'unification de l'Italie.
En 2016, le ministère de la Culture a décerné à Mantoue le titre de capitale italienne de la culture. En 2017, Mantoue et sa province, et celles de Bergame, Brescia et Crémone, ont été désignées Région européenne de la gastronomie sous le nom de Lombardie orientale. Mantoue a aussi été capitale européenne du sport en 2019.
Mantoue est la seule ville, en tant que musée urbain, présente sur la plateforme Google Arts & Culture avec plus de 1 000 œuvres numérisées, 40 expositions virtuelles dans 8 musées virtuels différents.
En outre, selon le rapport Legambiente « Ecosystème urbain 2017 », la ville est classée première dans le classement des meilleures villes italiennes pour la qualité de l'environnement et de la vie.

## Géographie
Mantoue est située au sud-est de la Lombardie, non loin du lac de Garde et de la frontière avec les régions de la Vénétie et de l'Émilie-Romagne, au sud-ouest de Vérone et au débouché du col du Brenner, ce qui lui confère un emplacement stratégique. Les villes de référence les plus proches sont Vérone, 40 km au nord-est, Brescia, 70 km au nord-ouest et Modène, 70 km au sud.

### Territoire

#### Hydrographie

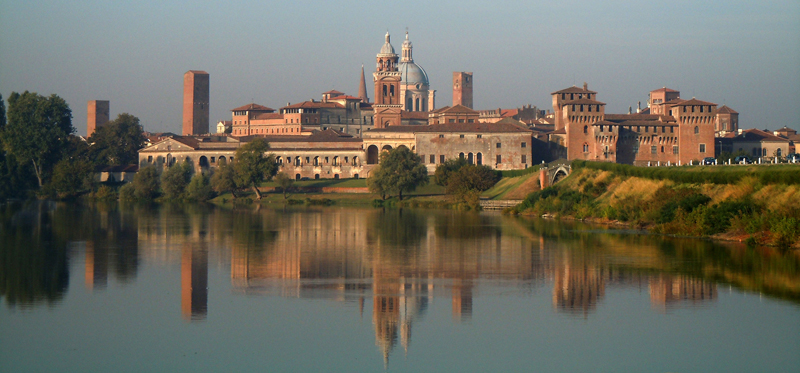
Mantoue vue du lac.

Au XIIe siècle, l'architecte et ingénieur hydraulique Alberto Pitentino, à la demande de la municipalité de Mantoue, organisa un système de défense de la ville en utilisant la configuration du fleuve Mincio qui relie le lac de Garde au Pô, de façon à entourer complètement le centre habité et protégé par ses remparts, par quatre étendues d'eau qui formaient quatre lacs : Superiore (Supérieur), di Mezzo (du Milieu), Inferiore (Inférieur) et Paiolo ; vue de loin, Mantoue ressemblait à une île. Toutefois, lors des décrues, le lit du fleuve devenait marécageux et malsain. La campagne était accessible par deux ponts, le Ponte dei Mulini et le Ponte di San Giorgio, qui existent toujours. L'organisation de la défense ainsi améliorée, la ville atteignit sa plus grande splendeur.
Le Rio, un canal qui coupe la ville en deux, est tracé à l'époque communale, reliant le lac Inférieur au lac Supérieur. D'autres barrages et écluses permettaient une protection adéquate contre les eaux.
La ville n'en demeurait pas moins froide et brumeuse en hiver, humide et infestée de moustiques en été. À la Renaissance, la cité tirait sa prospérité du commerce et de l'activité fluviale, plus que de son contado marécageux. Elle comptait déjà 25 000 habitants au XVe siècle.
Au XVIIe siècle, une forte inondation signe le début d'une rapide décadence : le Mincio, en emportant des matériaux solides, transforme les lacs en marécages malsains qui influent sur l'avenir du développement de la ville ; le lac Paiolo, au sud, est alors asséché de sorte que la ville reste entourée d'eau sur trois côtés seulement, comme une péninsule, dans la situation qui perdure aujourd'hui. Ce sont ces trois étendues d'eau artificielles, provenant d'une boucle du fleuve Mincio qui donnent à Mantoue un aspect presque magique puisqu'elle fait penser à une ville sortie de l'eau. En 1984, une partie de la commune est incluse dans le parc naturel régional du Mincio.

#### Faune et flore

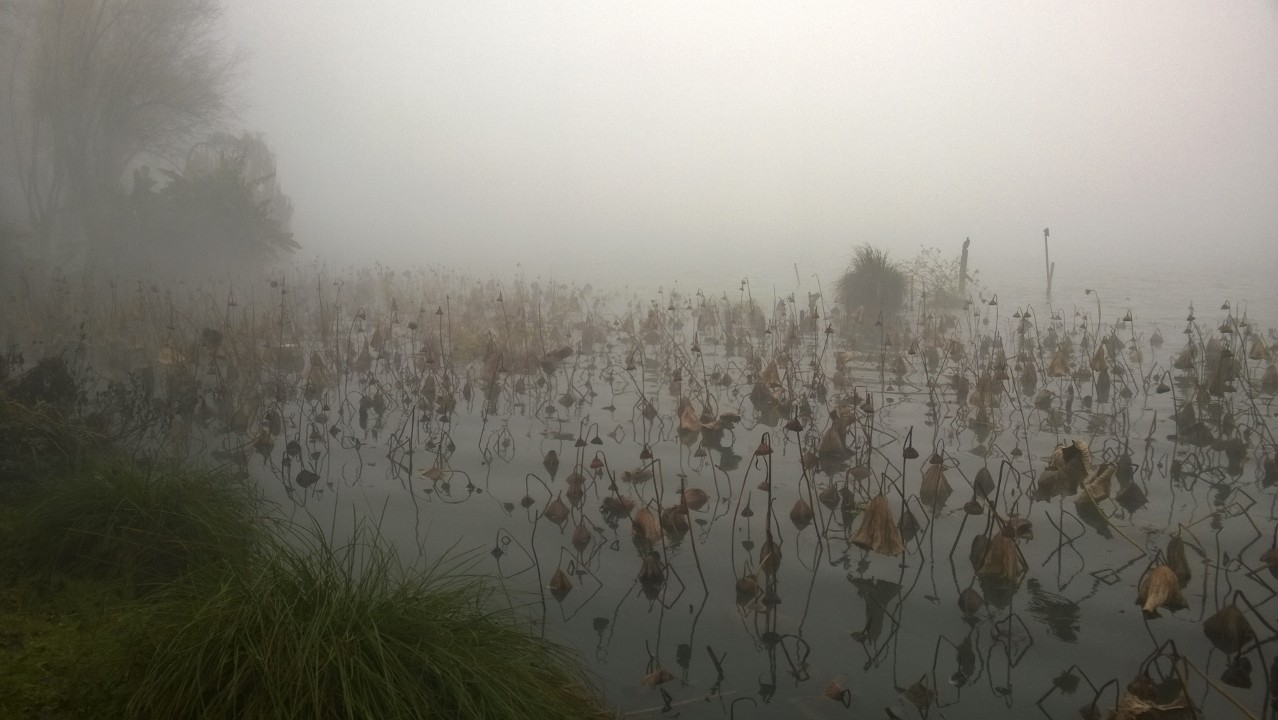
Fruits de lotus flétris en hiver, sur le lac Supérieur.

La flore et la faune du territoire tournent inévitablement autour de la présence à Mantoue des lacs et des eaux qui l'entourent. Les fleurs de lotus (Nelumbo nucifera), originaires d'Asie du Sud-Est, sont présentes d'une façon exceptionnelle dans les lacs de Mantoue. Depuis les rives du parc public de Belfiore, sur le lac Supérieur, elles sont bien visibles, avec une floraison spectaculaire en juillet-août-septembre. Leur beauté ne fait aucun doute mais d'un point de vue environnemental, l'introduction de la fleur de lotus était une opération discutable étant donné qu'il s'agit d'une espèce envahissante ce qui implique qu'elles soient soumises à des interventions massives de tonte périodique pour préserver l'intégrité des lacs. Leur introduction en Italie est l'œuvre des Frères de Saint-François-Xavier de Parme en 1914 qui décidèrent d'utiliser l'amidon obtenu à partir des rhizomes pour l'alimentation, comme les Chinois l'avaient fait pendant des siècles. Maria Pellegreffi, jeune botaniste parmesane revenant de l'Asie du Sud-Est tenta la transplantation de rhizomes dans le lac Supérieur de Mantoue en 1921 pour tirer de la racine du lotus de la farine pour la panification. La farine n'a pas eu de succès auprès des gastronomes mantouans alors que la fleur colonisait une grande partie des lacs. Le paysage surréaliste que l'étendue de fleurs de lotus contribue à créer, a également donné lieu à une légende sur leur apparition sur le territoire. On raconte qu'un jeune homme voyageant vers l'Est rencontra une fille aux yeux en amande et à la peau parfumée comme les pétales de la fleur de lotus. Arrivée à Mantoue, la pauvre fille, en se regardant dans le lac, y tomba, perdant la vie. Le garçon jeta alors les graines de la fleur dans le lac pour que, fleurissant chaque été, elles perdurent le souvenir de sa fiancée grâce à leur parfum et à leur beauté délicate ; vaincu par la douleur, il se suicida en disparaissant dans les eaux du lac.
Outre le lotus, roi incontesté du lac, il est aisé d'apercevoir des espèces indigènes comme la châtaigne d'eau ou mâcre nageante (Trapa natans), également appelée trigöl, particulièrement développée sur le lac du Milieu avec ses fruits pyramidaux et comestibles. Les nénuphars jaunes (Nuphar luteum) avec leurs fleurs jaune d'or, qui, s'ouvrant seulement partiellement, conservent une forme ronde particulière, et les nénuphars blancs, à la fleur parfumée, forment des ensembles de plantes avec d'autres nénuphars et plantes flottantes : (morènes, salvinia natans, Ceratophyllum demersum, etc.).
Sur le bord des lacs, poussent des roseaux des marais, des saules pleureurs et des Carex (le fameux Caresa utilisé pour les chaises et les chapeaux de marque, et autres objets d'artisanat), ainsi que l'hibiscus des marais, indigène et très rare, qui se trouve seulement dans la vallée du Mincio, en Toscane, Frioul et Vénétie.
Les scargia (Stratiotes aloides) ont désormais disparu dans ces territoires, comme dans la quasi-totalité de l'Italie.
Les oiseaux trouvent dans les roseaux et dans les eaux du territoire marécageux, l'endroit idéal pour pondre leurs œufs et trouver de la nourriture. La faune aviaire est celle la plus représentative de la zone plus adjacente à la ville.
Le héron pourpré, la gallinule poule d'eau, les foulques macroule au plumage noir typique contrastant avec le blanc qui s'étend sur leur région frontale, et d'autres anseriformes utilisent le lac pour « construire » des nids flottants au bord des roseaux sur le rivage ou sur des accumulations végétales jamais trop loin, le héron cendré, quant à lui, niche sur les arbres à proximité des nombreux cours d'eau d'irrigation qui se ramifient dans les champs de la région, lieux de nidification et de chasse des buses, butors et hiboux.
La famille des hérons présente dans les eaux du parc du Mincio, outre le rouge et le gris, comprend également des aigrettes garzette, des grèbes huppés, des crabiers chevelus et des nyctivorax. Habituellement, ces oiseaux n'ont été observés que dans les mois d'avril à septembre car ce sont des espèces migratrices, mais ces dernières années, ils s'y sont arrêtés même en hiver.
Parmi les roseaux se cachent les nids du rousserolle effarvatte et du panure à moustaches. Mais les eaux douces du lac et les marais du Mincio et du Pô sont aussi peuplés d'ameiurus melas, de tanches, de carpes communes, de perches communes, d'anguilles d'Europe, de brochets italiens et de silures glanes.
Il est possible de naviguer sur les lacs de Mantoue avec des bateaux touristiques qui permettent de voir toute la ville depuis l'eau, alliant l'aspect historique, artistique et architectural à la nature d'une oasis naturelle plus unique que rare. Il est possible de voir la nuit des lièvres, faisans et renards dans la campagne mantouane. Les canards et les cygnes sont à compter parmi les espèces présentes, peuplant désormais sans trop craindre la présence humaine, les rives des lacs.

#### Sismologie
Mantoue figure dans la classification sismique en zone 3. Les séismes de mai 2012 en Émilie-Romagne ont causé des dommages importants aux bâtiments historiques de la ville,,.

### Climat
Ville de l'arrière-pays de l'Italie du Nord, Mantoue a un climat subcontinental où les chutes de neige ne sont pas rares en janvier. Le fait d'être entouré d'un lac fait que, à toutes les périodes de l'année, le climat est caractérisé par une humidité élevée : en hiver, le brouillard est très fréquent. En été, dans un espace enclavé comme la plaine du Pô, le climat est étouffant et humide, avec peu de vent. Le minimum historique s'est produit le 16 février 1929 avec 19 degrés sous zéro, tandis que le maximum a été enregistré le 7 juillet 1957 avec 38,2 degrés à l'ombre. Au cours des hivers des années 1930 à 1955, il était assez courant que les lacs autour de la ville gèlent, du moins en partie ; après un gel exceptionnel lors de l'hiver très rigoureux de 1985, un nouveau gel de la surface complète des lacs, qui a duré plus d'une semaine, s'est produit dans la première quinzaine de février 2012.

## Origines du nom

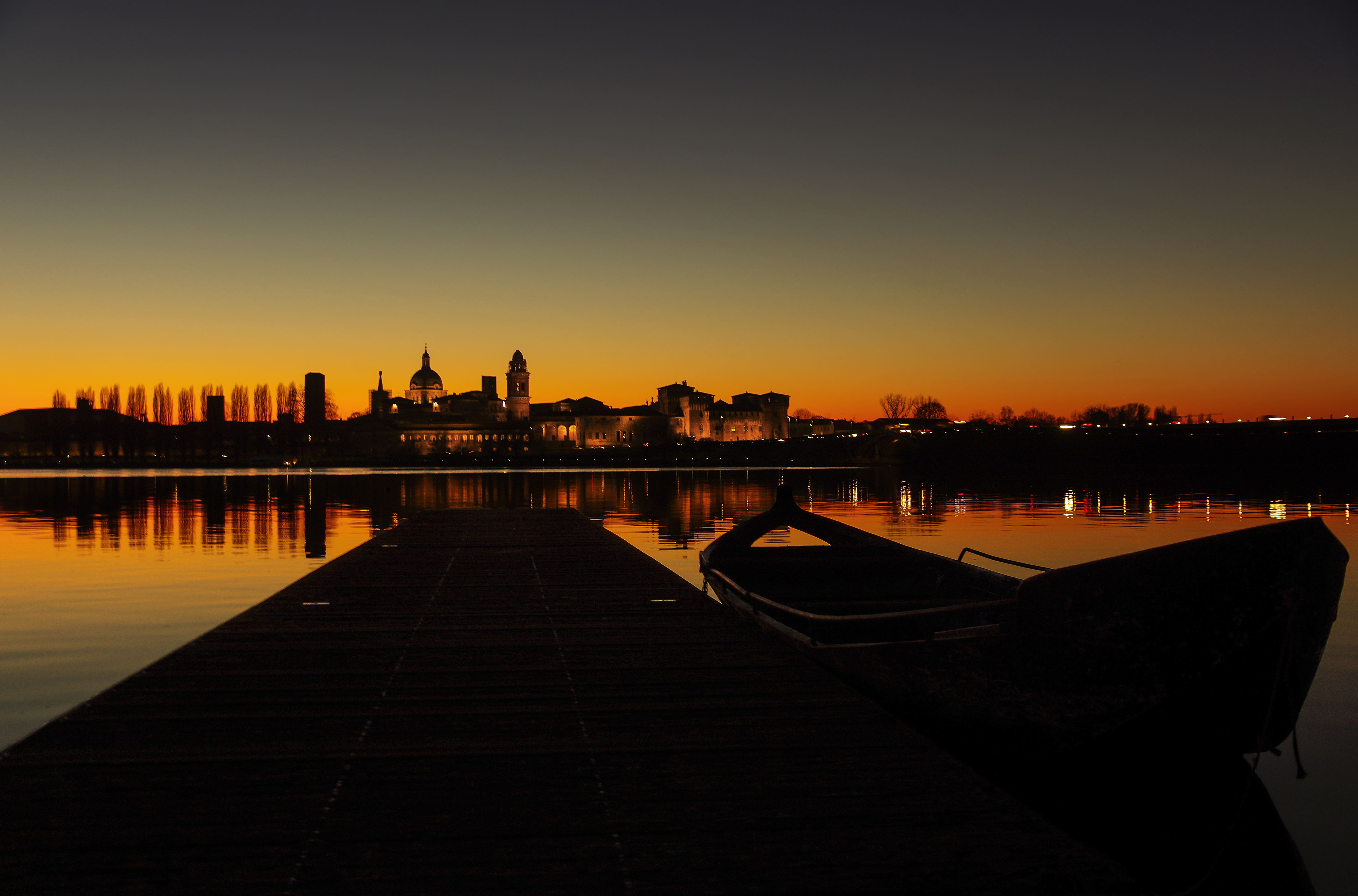
Mantoue au crépuscule.

La ville fut fondée sur les bords du Mincio en 2000 av. J.-C. environ. Elle fut ensuite, au VIe siècle av. J.-C., un village étrusque. Son nom pourrait venir de Mantus, l'équivalent du dieu Hadès chez les Étrusques, seigneur des morts du panthéon tyrrhénien. Les Romains, qui conquirent la ville entre la première et la deuxième guerre punique, confondirent Mantus avec Manto, une fille de Tirésias. Le mythe de la fondation de la ville est étroitement lié à l'histoire de cette prophétesse qui, selon la tradition grecque, est la fille du devin thébain. Les événements relatés dans le mythe voient une dichotomie de ce personnage (comme cela arriva aussi pour celui de Longin) : des sources grecques rapportent que Manto, qui s'enfuit de Thèbes, s'arrêta dans la Turquie actuelle ; d'autres décrivent son arrivée, après une longue errance, dans le territoire, alors complètement marécageux, qui abrite aujourd'hui la ville. À cet endroit, il crée un lac avec ses larmes ; selon la légende, ces eaux avaient la propriété magique de conférer des capacités prophétiques à ceux qui les buvaient. Manto aurait rencontré et épousé la divinité fluviale Tybris (Tibre), roi des Toscans, et leur fils Ocno (également appelé Bianore) aurait fondé une ville sur les rives du fleuve Mincio en l'appelant, en l'honneur de sa mère, Mantoue. Cette version mythique de la fondation de la ville de Mantoue se trouve dans l'Énéide de Virgile.
Le mythe de la fondation de Mantoue trouve également sa place dans la Divine Comédie de Dante Alighieri dans le chant XX de l'Enfer, dans lequel Dante lui-même et son guide à Mantoue, Virgile, rencontrent des diseurs de bonne aventure. Désignant précisément l'une de ces âmes, Virgile décrit les environs de la ville, le lac de Garde et le cours du Mincio qui plonge dans le Pô à Governolo pour se référer à la légende du diseur de bonne aventure Manto.

## Histoire
Maurus Servius Honoratus dit que Mantoue est l'une des villes fondées par l'ancien peuple ombrien. Elle a ensuite été habitée par les Etrusques, qui ont été suivis par les Celtes. Les Romains ont préparé leur expulsion en commençant des travaux de fortification. C'est à cette époque que le poète Virgile (70 av. J.-C.) y est né.

### Origines

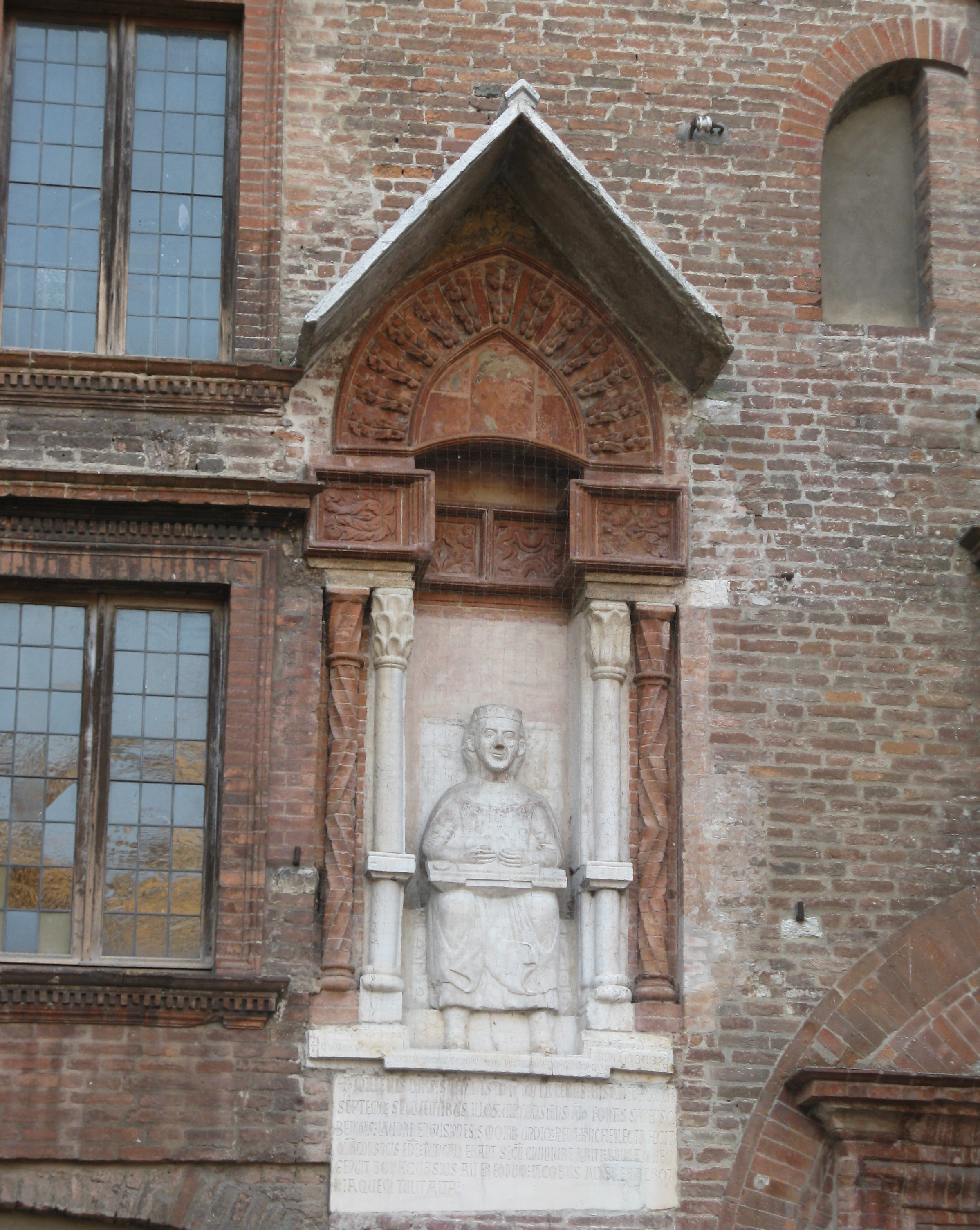
Monument à Virgile sur la Piazza Broletto.

Virgile, né non loin de la ville, est surnommé « le cygne de Mantoue ». Avant que la ville ait un saint patron, le poète en fut à la fois le protecteur et le symbole. Des statues de Virgile qui devaient inspirer le nouvel esprit civique communal furent érigées devant les Palazzo del Podestà et le Palazzo della Ragione par les représentants de la ville au XIIIe siècle (seule la première demeure à sa place initiale, la seconde est maintenant conservée au Palazzo San Sebastiano).
Le 18 mars 1086, saint Anselme de Lucques meurt à Mantoue et devient ainsi le saint patron de la ville.

### Moyen-Âge
Jusqu'au IXe siècle, la ville est gouvernée par son évêque qui est investi par l'empereur du Saint-Empire germanique des pouvoirs du gouvernement citadin. À la fin du Xe siècle, l'empereur attribue le comté de Mantoue aux Attoni de Canossa, comtes de Modène et de Reggio d'Émilie, marquis de Tuscie. En l'an 1000, la domination des Canossa commence ; Tedaldo di Canossa d'abord, et la comtesse Matilde de Toscane agrandissent leurs propriétés et construisent des églises et des couvents Jugeant le lieu stratégique, Boniface de Canossa transfère sa capitale à Mantoue où il installe sa cour. Sa fille Mathilde lui succède en 1076. Comme tous les Attoni de Canossa qui sont de fidèles vassaux de l'État pontifical, elle soutient le pape Grégoire VII dans le conflit qui oppose celui-ci à Henri IV (empereur du Saint-Empire), dans la guerre des investitures ecclésiastiques. En 1081, l'empereur envahit les territoires de la Seigneurie de Canossa. Dix ans plus tard, Mantoue, s'opposant ainsi à Mathilde, choisit de se rendre à l'Empereur et obtient ses premières libertés communales. Mathilde parvient à reconquérir la ville l'année précédant sa mort en 1115. Celle-ci met fin à la Seigneurie de Canossa et à la Commune.
Après la mort de Mathilde en 1115, de fréquents affrontements avec les populations voisines de Vérone, Crémone et Reggio d'Émilie s'ensuivent. Après une courte période pendant laquelle Mantoue est de nouveau gouvernée par un pouvoir ecclésiastique, la ville est placée sous l'autorité d'un podestat venant de Bergame, Attone da Pagano. Ezzelino III da Romano conquiert la ville en 1246 avec son armée mais, après deux mois de batailles, il est vaincu et une ère de prospérité commence pour Mantoue. À cette époque, le Palazzo del Podestà et le Ponte dei Mulini sont érigés et la ville est dotée de puissantes murailles.

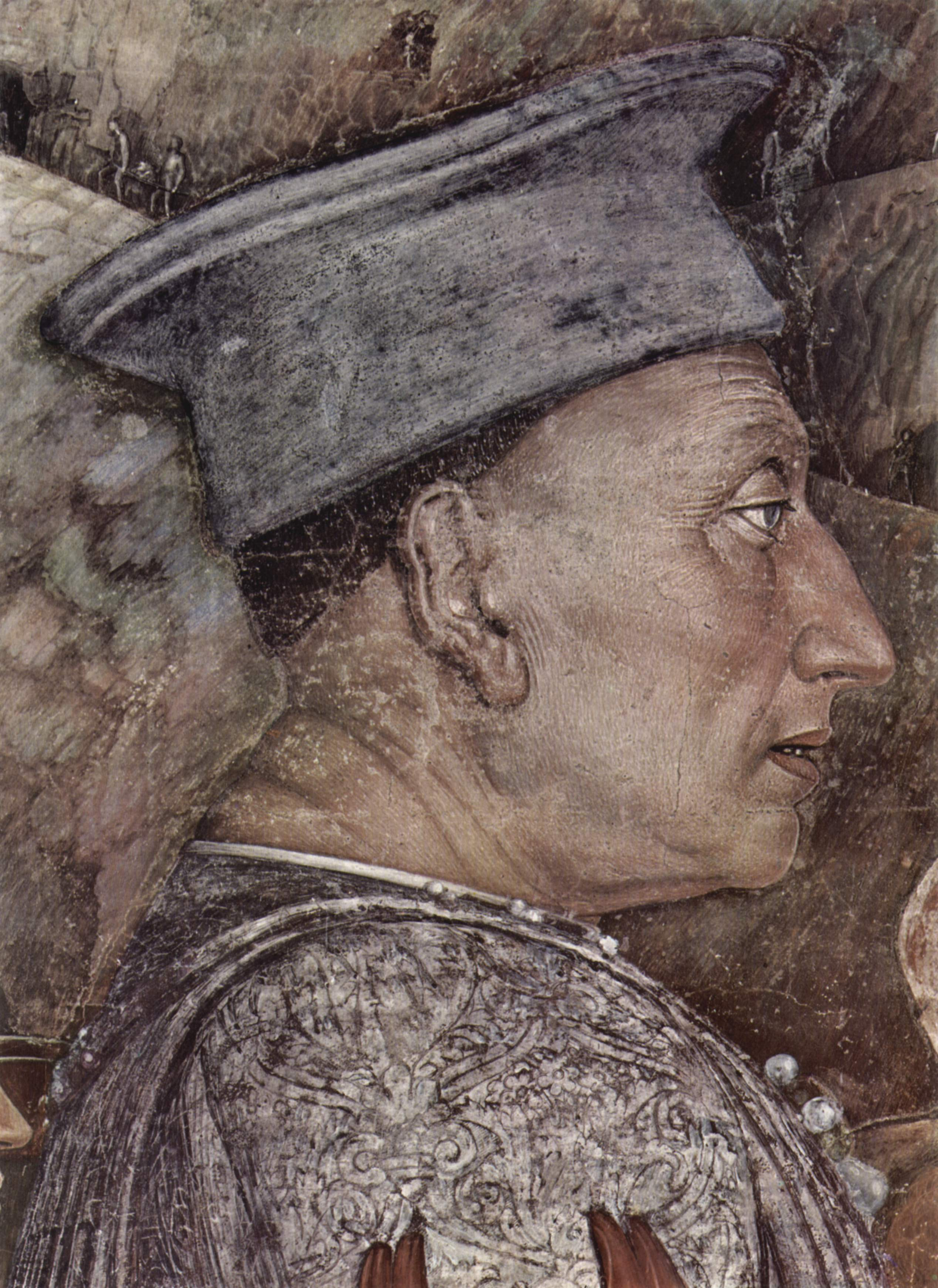
Louis III de Mantoue, 1474
Chambre des époux
Palais ducal de Mantoue.

### Gouvernance des Gonzague
Du début du XIIe  et au début du  XIVe siècle, Mantoue est une république urbaine dotée d'un gouvernement communal. Elle devint officiellement une commune en 1183. Puis, dans le cadre de la lutte entre guelfes et gibelins, elle passe en 1273 sous l'autorité des Bonacolsi (guelfes), avant que ceux-ci ne soient supplantés en 1328 par les Gonzague (gibelins), qui furent ducs de Mantoue.
Dès 1272, Pinamonte Bonacolsi mit en place les fondations de la constitution d'une seigneurie. Le 16 août 1328, la seigneurie de Passerino Bonacossi, est renversée par son allié Louis Ier de Mantoue, devenu podestat en 1318, et ses fils grâce à l'aide des Della Scala de Vérone. Les Gonzague s'emparent des biens immobiliers des Bonalcosi dont le Palazzo del Capitano. Ils prennent le titre de capitaines du peuple et obtinrent la charge de vicaire de l'empereur ce qui leur permit d'administrer seuls la ville. Ils restent les intrépides mercenaires qu'ils étaient tout au long de leur règne, qui dura plus de trois siècles, accroissant leur richesse et leur prestige grâce à leur habileté dans l'art de la guerre qu'ils mettent à la solde des grandes puissances italiennes.
Grâce aux Gonzague, Mantoue va bénéficier d'une stabilité exceptionnelle pour la Lombardie. Pendant toute la Renaissance, d'habiles alliances matrimoniales, une diplomatie efficace, un engagement militaire comme condottiere au service des puissances voisines, permettent à ses seigneurs de faire de ce modeste État lacustre une puissance avec laquelle il faut compter. Issus d'une famille qui possède de vastes domaines campagnards et citadins, les Gonzague tirent leur revenus de l'agriculture et de condotte plutôt que des affaires ou du commerce. La construction du marquisat de Mantoue se fait sur une véritable spécialisation militaire dont l'apogée est atteinte avec le règne de Jean-François de Mantoue. Le centre de leur pouvoir est leur palais qui était à l'origine celui du capitaine de la commune, et qu'ils n'ont de cesse d'agrandir et d'embellir comme le symbole de leur souveraineté sur la ville. Alors que dans les autres cités lombardes, les seigneurs installent leur résidence sur une autre place que celle marquée par la tradition communale, établissant ainsi de nouveaux rapports politiques et créant une hiérarchie dans l'espace urbain, les Gonzague jouent la carte de la stabilité politique et de la proximité avec leurs sujets.
Les Gonzague ont une culture empreinte des valeurs aristocratiques et chevaleresques. En théorie, ils sont des vassaux qui doivent le service militaire à l'empereur. Comme les ducs de Milan et les rois de Naples, ils adoptent le langage du pouvoir absolu, mêlant la tradition courtoise et chevaleresque des aristocraties du nord de l'Europe au début de la culture humaniste avec des références à la Rome impériale.
En 1433, l'empereur Sigismond attribue le titre héréditaire de marquis à Jean-François de Mantoue moyennant une forte somme d'argent. L'héritier du marquisat, Louis III de Mantoue est pour cette occasion uni à une des nièces de l'empereur, Barbara de Brandebourg-Culmbach afin de renforcer cette nouvelle alliance. Dès lors les Gonzague mènent une véritable politique de consolidation dynastique, aussi bien au niveau de leurs choix d'alliances militaires que matrimoniales, tout en veillant à faire de Mantoue un centre culturel et artistique.
En faisant venir à sa cour l'humaniste Victorin de Feltre qui devient précepteur de ses enfants et s'occupe de sa bibliothèque, Jean-François Gonzague, qui est proche de la culture aristocratique du nord de l'Europe, attire dans sa ville les héritiers des dynasties voisines, comme Frédéric III de Montefeltro, ce qui lui donne encore un peu plus de prestige culturel et politique.
Entre 1459 et 1460, un concile se tient à Mantoue, réuni par Pie II, pour organiser une croisade contre les Turcs qui ont conquis Constantinople six ans auparavant. L'épouse du duc, Barbara de Brandebourg, d'un rang supérieur au sien, joue sans doute un rôle auprès de l'empereur Frédéric III (empereur du Saint-Empire) dans le choix de Mantoue. À cette occasion, Louis III de Mantoue transporte sa cour du palais ducal au château Saint-Georges, aux marges de la ville, l'éloignant ainsi du centre civique communal pour la rapprocher de l'ancien centre du pouvoir épiscopal. La venue du pape et de sa suite dans la ville amène Louis III à prendre conscience, outre de son état malsain, de son aspect gothique et inadapté, de ses rues poussiéreuses ou embourbées, et à appeler en toute urgence Luca Fancelli, Leon Battista Alberti et Luciano Laurana pour qu'ils réaménagent l'espace urbain au plus vite. Pendant huit mois, Mantoue est ainsi le centre du monde chrétien.
La cour ducale fut très attractive pour les artistes aux XVe et XVIe siècles. C'est le marquis Louis III qui nomme Andrea Mantegna artiste de cour en 1460. Celui-ci y exerce toutefois avec de nombreux autres artistes comme Domenico Morone et les frères Bonsignori, mais aussi Léonard de Vinci et Francesco Francia qui viennent à la demande d'Isabelle d'Este. Cette dernière appelle Lorenzo Costa pour le remplacer dans cette fonction. Au XVIe siècle le marquis Frédéric II de Mantoue poursuit la tradition de mécénat et commande à Giulio Romano le Palais Te. Cet artiste a de nombreux collaborateurs et élèves qui poursuivent l'école de Mantoue, dont Teodoro Ghigi à qui le duc de Mantoue confie la tâche de terminer certaines œuvres inachevées par le maître. Un de ses élèves, Giovan Battista Bertani lui succède en 1549 comme préfet des Bâtiments à la suite d'une décision du cardinal Hercule Gonzague alors régent du duché. Celui-ci achève la reconstruction de la cathédrale San Pietro de Mantoue et construisit la basilique palatine de Sainte-Barbara.
En 1567-1568, le duc régnant, Guillaume de Mantoue, doit affronter l'Inquisition qui subodore des rapports entre certains membres de la cour, dont des artistes, et des hérétiques pendant le règne de son père et la régence d'Hercule Gonzague.

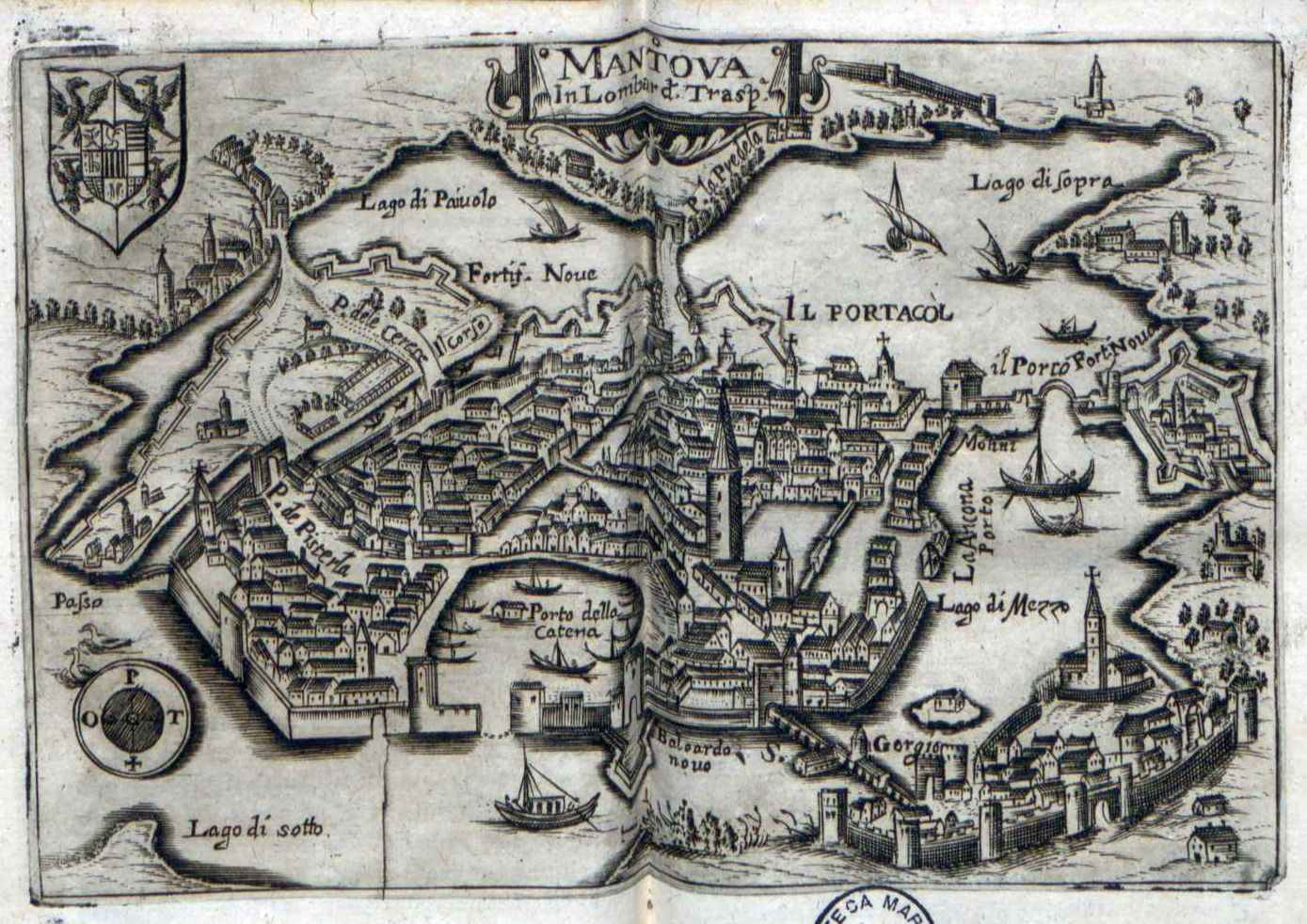
Mantoue (illustration de 1649).

La disparition de la lignée ducale directe est la cause, au XVIIe siècle, de la guerre de succession de Mantoue, épisode périphérique de la guerre de Trente Ans pendant lequel Mantoue est assiégée (décembre 1629-18 juillet 1630) et prise par les Espagnols de Rambaldo di Collalto (it) sur Charles Ier de Mantoue.
Mantoue subit un saccage par les lansquenets qui, en 1630, répandent la peste. Le lent déclin de Mantoue s'amorce, accompagné du déclin de la seigneurie des Gonzague. Le duché revient cependant à une branche cadette française, des ducs de Nevers.

### Gouvernance autrichienne
Le dernier des Gonzague-Nevers, Charles III Ferdinand de Mantoue se réfugie à Venise en 1701.
En 1708, Mantoue est annexée à l'empire d'Autriche. En 1796, durant la campagne d'Italie (1796-1797), le siège de Mantoue, alors tenue par les Autrichiens, dure près de 8 mois. La ville est prise par les troupes de Bonaparte qu'en février 1797.
Au congrès de Vienne (1815), la ville de Mantoue fait à nouveau partie des possessions de la monarchie autrichienne (royaume de Lombardie-Vénétie), gouvernement de Lombardie, chef-lieu de la province de même nom, et devient le fief des forteresses du quadrilatère avec Peschiera del Garda, Vérone et Legnago.
En 1852 a lieu le massacre des martyrs de Belfiore, qui préfigure l'unité nationale italienne. En 1866, Mantoue est annexée au royaume d'Italie.

## Symboles et honneurs
Curieusement, la ville est cataloguée comme cité gibeline, mais son blason est typiquement guelfe (anti-impérial comme celui de Milan ou de Gênes).
La municipalité de Mantoue s'enorgueillit du privilège urbain depuis l'Antiquité, confirmé par l'Imperial regia Patente du 24 avril 1815.
La ville de Mantoue est la 26e parmi les 27 villes décorées d'une médaille d'or en tant que « Benemerite del Risorgimento nazionale » (Méritante du Risorgimento national) pour les actions hautement patriotiques menées par la ville à l'époque du Risorgimento, période, définie par la maison de Savoie, entre les soulèvements de 1848 et la fin de la Première Guerre mondiale en 1918.
Une autre distinction, la médaille de bronze du mérite civil, a été décernée à la ville le 31 mars 2005 pour l'action méritoire menée par la population en faveur des soldats italiens et alliés emprisonnés dans les camps de concentration allemands au cours de la période 1943-45.

## Patrimoine architectural
- Architecture civile

'"`UNIQ--templatestyles-0000000A-QINU`"'  - 1Château Saint-Georges
  - 2Palais ducal
  - 3Palais du Te
  - 4Palazzo della Ragione
  - 5Palazzo d'Arco
  - 6Palazzo del Podestà
- Architecture religieuse

'"`UNIQ--templatestyles-0000000A-QINU`"'  - 1Cathédrale
  - 2Basilique Saint-André
  - 3Basilique palatine de Sainte-Barbara
  - 4Rotonde San Lorenzo
  - 5Église Saint-Sébastien
- Espace public

'"`UNIQ--templatestyles-0000000A-QINU`"'  - 1Piazza Sordello
  - 2Piazza delle Erbe
  - 3Piazza Virgiliana (it)
  - 4Gare (it)

### Historique
La Civitas vetus, la « vieille ville », est à l'époque fortifiée. Le fossé est recouvert au XVe siècle. La plupart des édifices de cette époque a aujourd'hui disparu. Subsistent le Théâtre Bibiena, encore appelé Teatro Scientifico, construit par Antonio Bibiena au XVIIIe siècle, et l'arc de San Pietro sur la Piazza Broletto.
Avec l'arrivée au pouvoir des Bonacolsi au XIIIe siècle, la résidence de la famille régnante est installée à l'intérieur de l'enceinte défensive, à proximité de la Cathédrale San Pietro de Mantoue et de l'évêché. Guido Bonacolsi, désigné capitaine du peuple en 1299, occupe le Palazzo del Capitano, qui est ensuite intégré au Palais ducal.
Le château Saint-Georges est construit par François IV de Mantoue de 1395 à 1406 environ. Forteresse stratégique, il permet de relier la zone urbaine au contado, au-delà du pont San Giorgio. Il devient une résidence seulement dans la seconde moitié du XVe siècle, lorsque Ludovic II Gonzague abandonne sa fonction militaire. La basilique palatine de Sainte-Barbara est édifiée de 1562 à 1572 par Giovan Battista Bertani à la demande du duc Guillaume de Mantoue.
À la suite des Bonalcosi, les Gonzague y accumulent des biens fonciers considérables, imposant ainsi leur présence au cœur de l'espace civique, tout en élargissant leur base familiale et en développant leurs liens de clientèle.
La Civiias Novas se développe avec le pouvoir communal au-delà de l'arc de San Petro. Dès 1037, le couvent de Sant'Andrea s'y installe ainsi que les familles les plus puissantes dont le pouvoir ne cesse de croître. Le centre est dédié au commerce et au marché. La Basilique Saint-André de Mantoue, due à l'architecte Leon Battista Alberti, est construite sur cet emplacement à partir de 1472.
La Commune y édifie au début du XIIe siècle les sièges des principales activités publiques de la ville, le Palazzo del Podestà et le Palazzo della Ragione, sur la piazza delle Erbe, où est également construite la Rotonde San Lorenzo. À cette époque, la lutte des communes contre la souveraineté impériale entraine souvent la destruction des palais impériaux. Ainsi, en 1116, l'Empereur Henri V donne le droit aux mantouans de détruire le palais et ses fortifications pour le reconstruire dans les faubourgs.

### Architecture religieuse

#### Cathédrale San Pietro (Duomo)

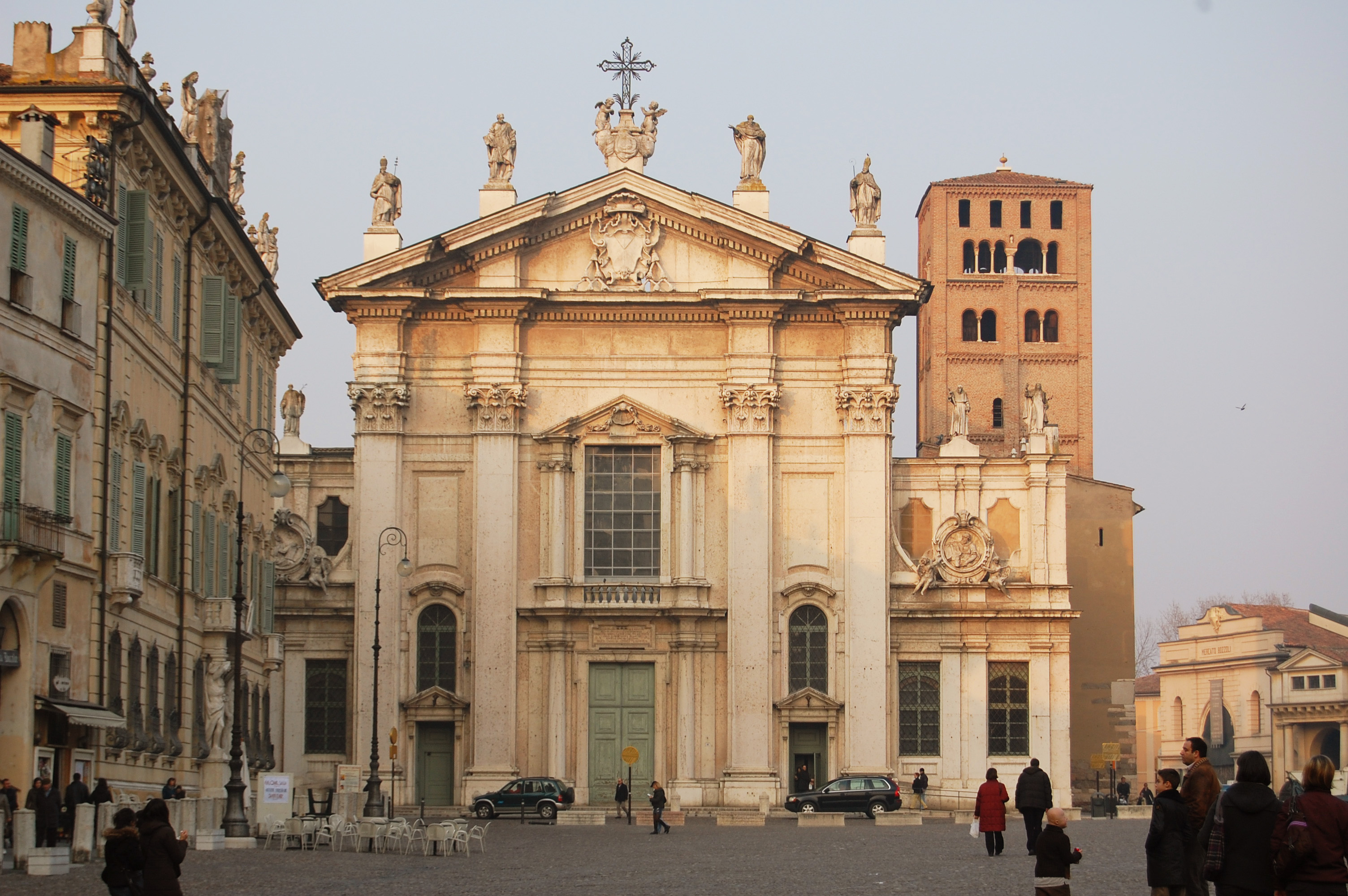
Duomo.

Dédiée à Saint-Pierre, l'actuelle cathédrale de style roman avec des ajouts gothiques, est construite entre 1395 et 1401 après qu'un incendie, des siècles plus tôt, a détruit un ancien temple paléochrétien. Elle est rénovée en 1545 par Giulio Romano, qui laisse la façade intacte mais en modifie les formes, inspirées des basiliques paléochrétiennes. La façade actuelle, en marbre de Carrare, date de 1761. Le côté présente des inserts gothiques tels que des rosaces, des flèches et des clochetons, vestiges de l'ancienne façade. À l'intérieur, le plafond à caissons surplombe les trois vaisseaux : le principal est orné de statues de sibylles et de prophètes datant du XVIe siècle. Sous le maître-autel se trouve le corps intact de saint Anselme de Lucques, saint patron de la ville. La cathédrale, située sur la monumentale Piazza Sordello, abrite l'évêché de Mantoue.

#### Basilique Saint-André

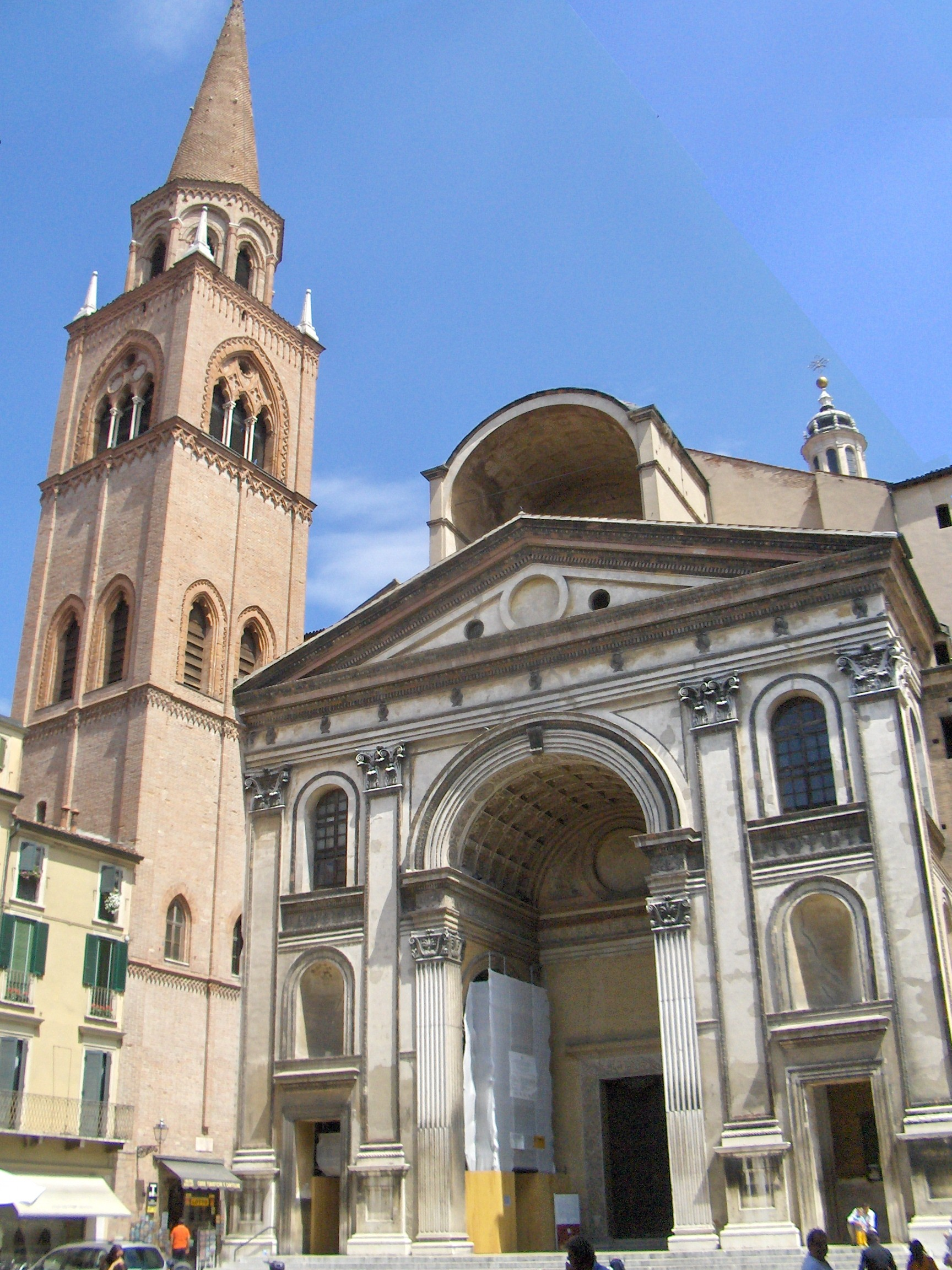
Basilique Saint-André.

Conçue par Leon Battista Alberti, elle est construite à partir de 1472 et achevé 328 ans plus tard avec la construction du dôme sur les dessins de Filippo Juvarra. Dans la crypte, la relique du Précieux Sang du Christ apportée à Mantoue par le centurion romain Longinus est conservée à l'intérieur des Vases Sacrés. Dans l'une des chapelles se trouve le monument funéraire d'Andrea Mantegna, surmonté de l'effigie en bronze du peintre de la cour des Gonzague.

#### Basilique palatine de Sainte-Barbara
L'église de la cour des Gonzague est commandée par le duc Guillaume de Mantoue qui charge l'architecte mantouan Giovan Battista Bertani du projet . Partie intégrante du Palais ducal de Mantoue, la construction de la basilique est achevée en 1572.

#### Rotonde San Lorenzo
Plus ancienne église de la ville, elle est construite au XIe siècle pendant la domination des Canossa. Avec un plan central rond, la rotonde San Lorenzo est située à un niveau inférieur à la Piazza delle Erbe et conserve un matroneum et des traces de fresques byzantines datant des XIe – XIIe siècles. Au cours des siècles, elle subit des transformations radicales ; en 1459, Ludovic Gonzague, qui souhaite offrir à sa ville un nouvel aspect, confie sa réfection à Leon Battista Alberti. Désacralisée, elle devient un entrepôt et, au début du XXe siècle, elle est englobée dans des bâtiments postérieurs à sa construction. Expropriée en 1908, la rotonde San Lorenzo est restaurée et rouverte en 1911, et finalement rendue à sa destination religieuse d'origine en 1926.

#### Église Saint-Sébastien

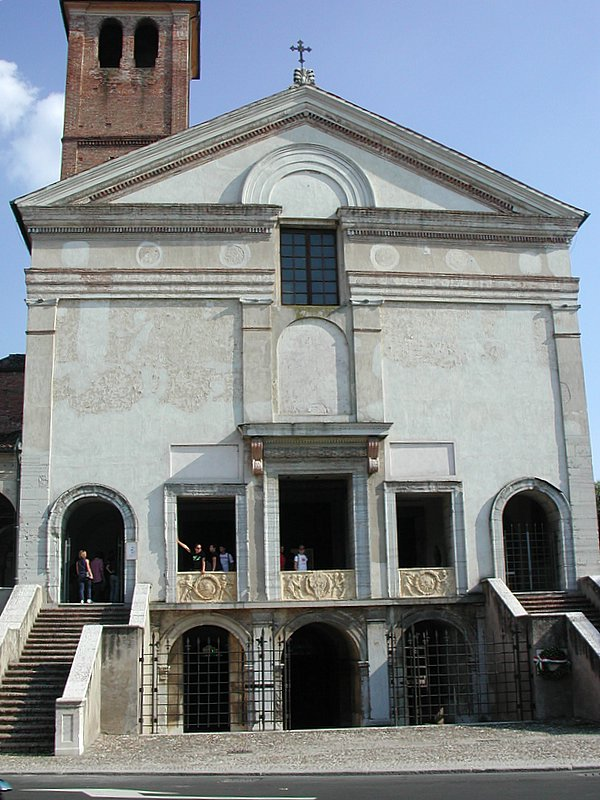
Église Saint-Sébastien.

Située non loin du Palais du Te et commencée en 1460 par Luca Fancelli sur un projet de Léon Battista Alberti, à la demande de Ludovic Gonzague qui souhaite offrir à sa ville un nouvel aspect, l'église Saint-Sébastien est achevée en 1529. Désacralisée au XVIIIe siècle , elle est utilisée à diverses fins jusqu'en 1925 quand, après une restauration douteuse qui ajoute les deux escaliers d'entrée, elle est transformée en un monument commémoratif des Mantouans tombés lors de toutes les guerres.

#### Synagogue Norsa Torrazzo
La synagogue a été déplacée et fidèlement reconstruite à son emplacement actuel, lorsque la démolition du quartier juif a été décidée, entre 1899 et 1902.

#### Séminaire épiscopal
Le bâtiment, situé à côté du Duomo dans la Via Fratelli Cairoli, a été rénové en 1825 dans un style néoclassique comme on peut le voir en particulier dans la façade et dans la cour intérieure.

#### Autres édifices religieux

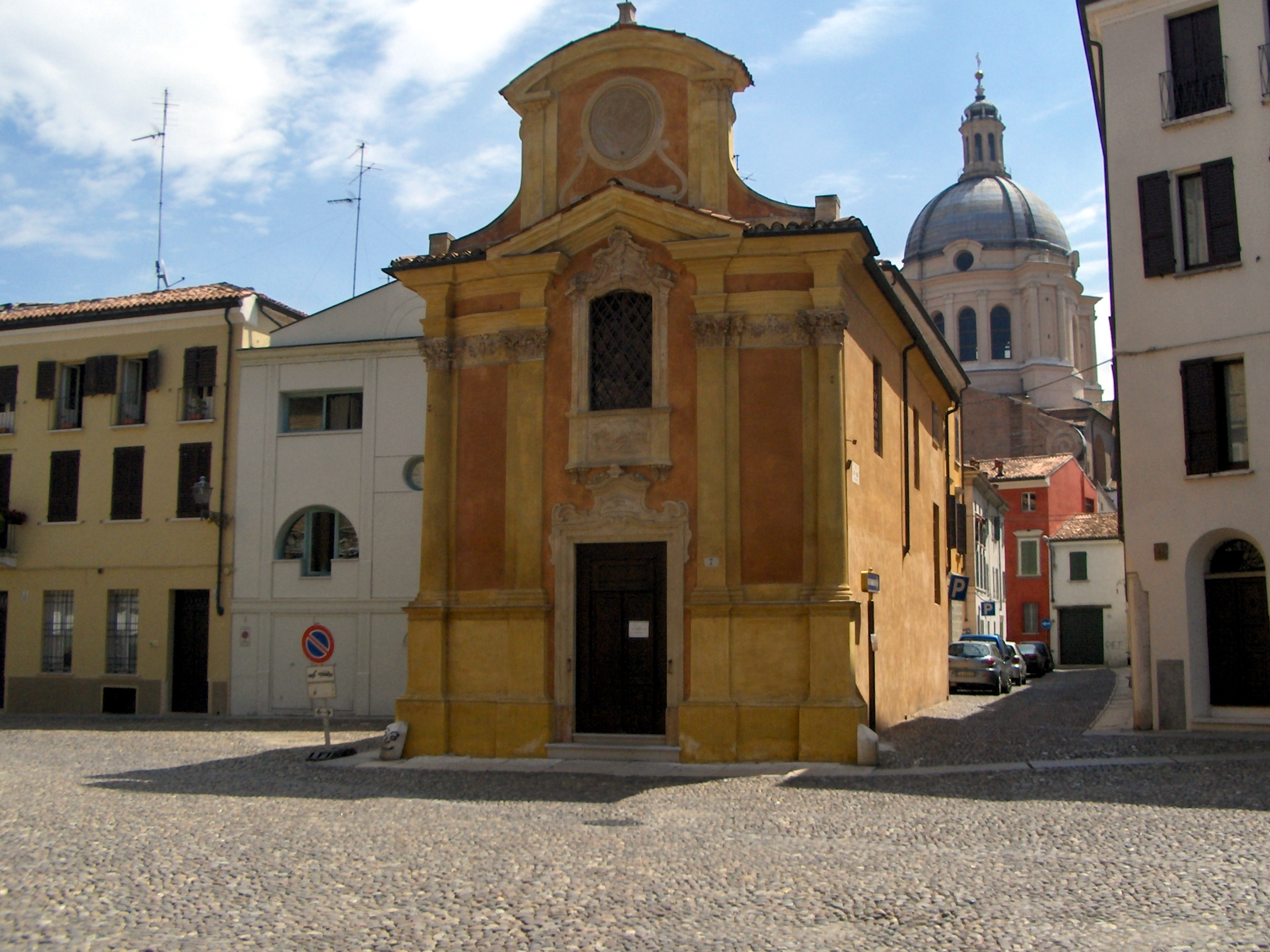
Église Madonna del Terremoto.

- Église Sant'Apollonia - via Benzoni 20
- Église San Barnaba - piazza Bazzani
- Église San Cristoforo - via Acerbi
- Église Sant'Egidio - via Frattini
- Église San Francesco - piazza San Francesco d'Assisi 5
- Église Santi Gervasio e Protasio - via Trento 1
- Église San Leonardo - piazza San Leonardo
- Église Madonna del Terremoto - piazza Canossa
- Église Santa Maria della Carità - via Corridoni 33
- Église Santa Maria del Carmine - Vicolo Carmine
- Église Santa Maria del Gradaro - via Gradaro
- Église Santa Maria della Vittoria - via Fernelli
- Église San Martino - via Pomponazzo
- Église San Maurizio - via Chiassi
- Église d'Ognissanti - Corso Vittorio Emanuele
- Église Sant'Orsola - Corso Vittorio Emanuele 53
- Église Santa Paola - Piazza dei Mille
- Église Santi Simone e Giuda - via Fernelli
- Église Santo Spirito - via Vittorino da Feltre
- Église Santa Teresa - via Mazzini
- Église Santa Caterina - Corso Garibaldi
- Église San Giuseppe Artigiano - via Indipendenza
- Église Santa Maria degli Angeli - via della Certosa (Borgo Angeli)
- Église San Filippo Neri - via Pasquale Miglioretti (Borgochiesanuova)

#### Édifices religieux disparus
- Église des Quarante Heures
- Église San Domenico
- Église Sant'Agnese
- Église Santa Maria di Capo di Bove
- Oratoire Santa Maria del Melone

### Architecture civile

#### Palais ducal

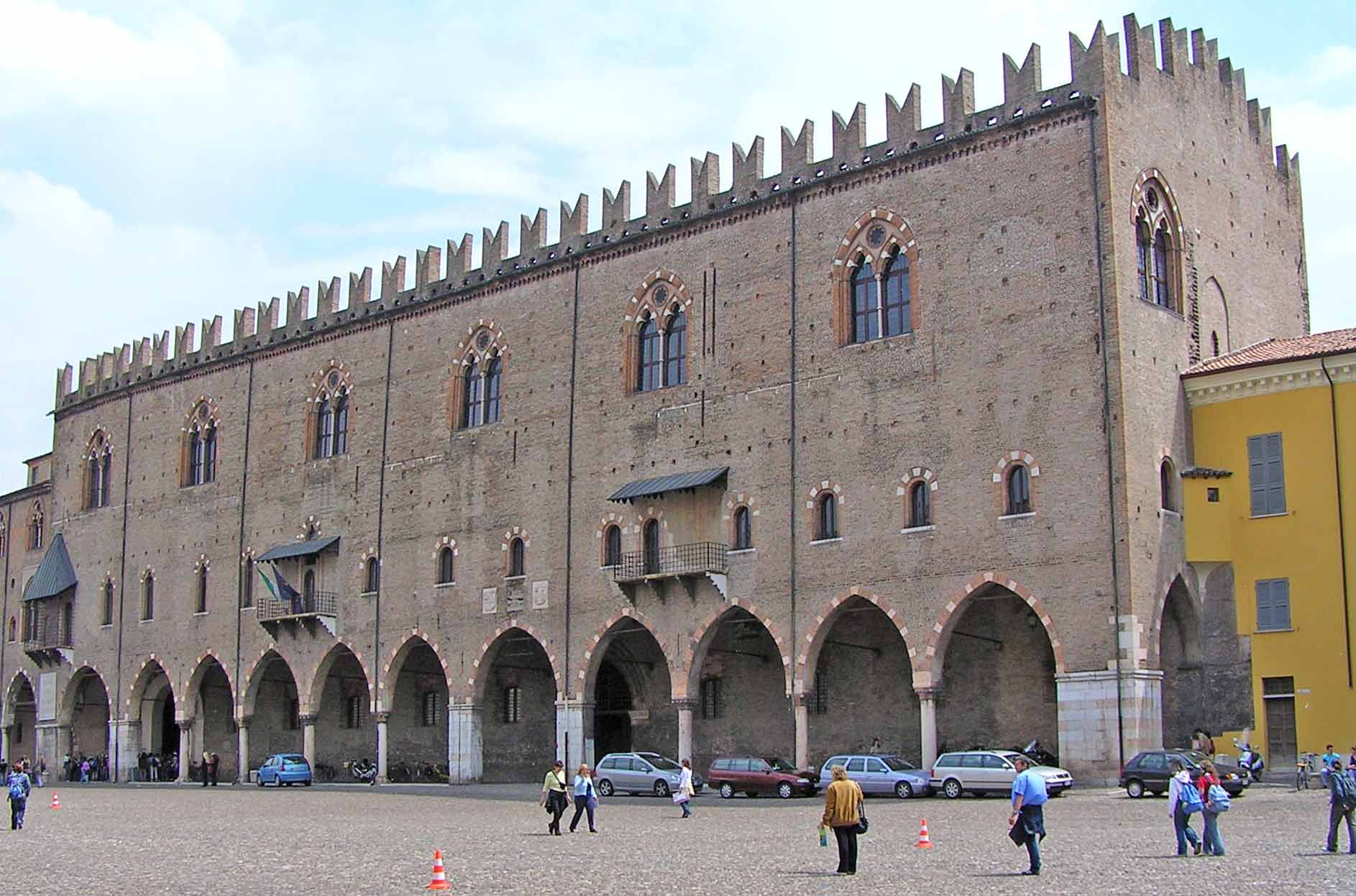
Palazzo del Capitano, premier noyau de la période bonacolsienne du palais ducal.

Il est peut-être plus juste de parler de « cité-palais », car l'ensemble architectural est composé de nombreux bâtiments reliés entre eux par des couloirs et des galeries, et enrichis de cours intérieures, certaines suspendues, et de vastes jardins. Le palais des Gonzague, par l'étendue de ses toits, est le deuxième en Europe, dépassé seulement par le Vatican. Il ne semble pas inapproprié de parler des palais ducaux, étant donné l'habitude de presque chaque duc de construire sa propre résidence qui s'ajoute à ce qui a été construit auparavant. Avant même l'arrivée au pouvoir des Gonzague, les premiers noyaux du palais ont été construits, mais l'histoire du complexe s'identifie avant tout à celle de la famille qui règne sur la ville jusqu'en 1707. Entre autres, la dite Chambre des Époux dans le château Saint-Georges est très célèbre, décorée de fresques par Andrea Mantegna et dédiée à Louis III de Mantoue et à son épouse Barbara de Brandebourg. Une fois Mantoue devenue autrichienne, les rénovations se sont poursuivies jusqu'à la seconde moitié du XVIIIe siècle grâce aux gouverneurs envoyés par l'Empereur.

#### Palais du Te

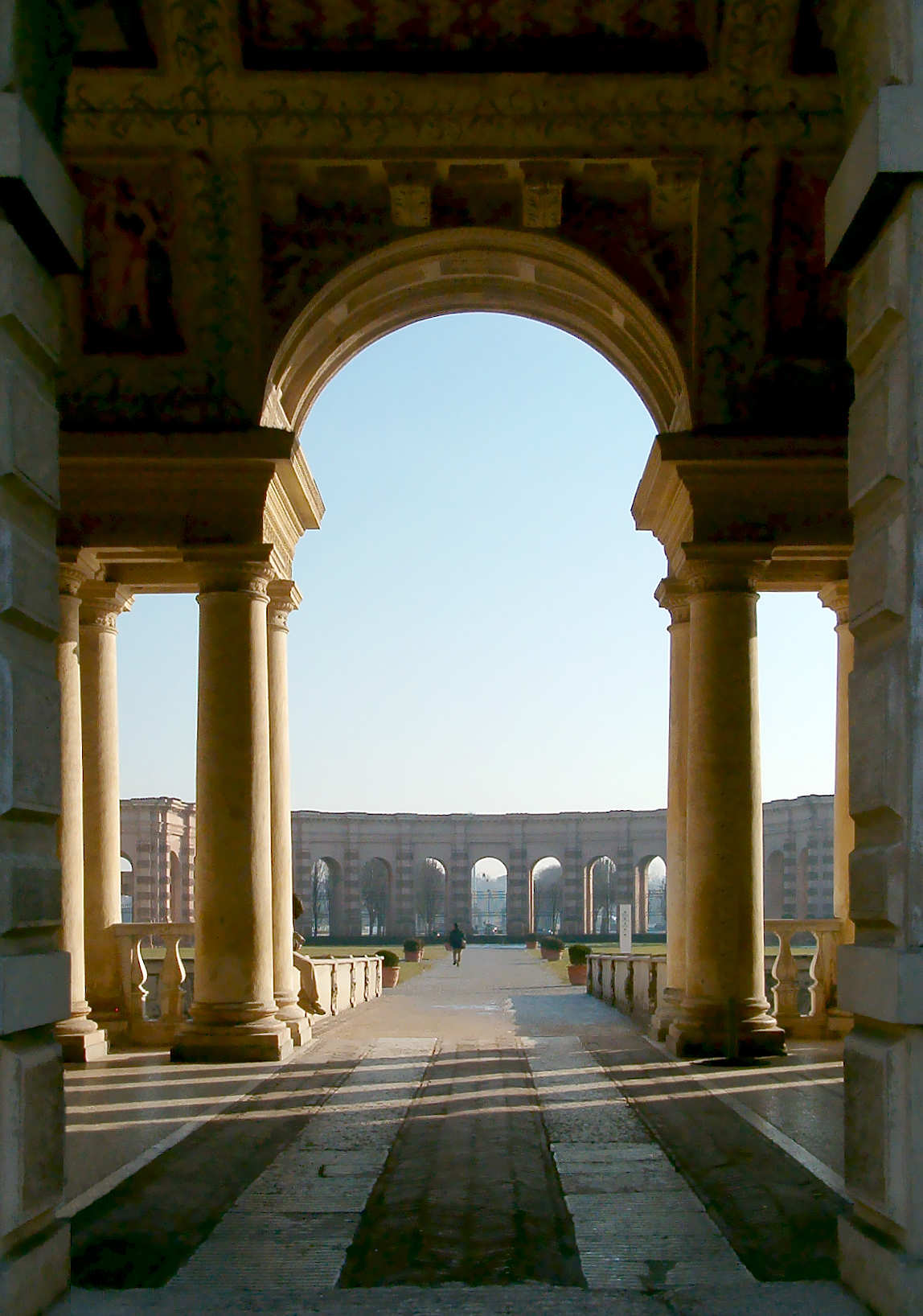
Palais du Te.

Œuvre de Giulio Romano qui en 1525 le conçoit sur commande du marquis Frédéric II qui l'utilise pour ses loisirs et y installe son amante « officielle », Isabella Boschetti, le palais se dresse au centre d'une île riche en bois et entourée par les eaux d'un lac, aujourd'hui asséché : mystérieux, plein de symboles et de mythes qui ressortent dans les salles magnifiquement décorées de fresques par Giulio Romano lui-même, telles celles de la célèbre salle des Géants, de la salle de Cupidon et Psyché, et de la salle des Chevaux qui célèbre les écuries Gonzague à l'époque célèbres dans toute l'Europe.

#### Palazzo della Ragione
Le palais est construit lorsque Guido II da Correggio est podestat (1242), à l'époque communale, pour des fonctions publiques et afin de permettre les assemblées et les réunions de la ville. Au rez-de-chaussée, le bâtiment abritait, comme aujourd'hui, de nombreux commerces, tandis que dans la grande salle à l'étage, la justice était rendue. Des vestiges de fresques médiévales de la fin des XIIe et XIIIe siècles récemment restaurées subsistent sur les murs de cette salle. Elle est accessible par un escalier raide, situé sous la Tour de l'Horloge construite au XVe siècle, époque à laquelle remontent également les arcades donnant sur la Piazza delle Erbe. Le palais accueille aujourd'hui des expositions d'art organisées par la municipalité de Mantoue,.

#### Palais Bonacolsi (Castiglioni)
Situé sur la Piazza Sordello, le palais Bonacolsi est construit par Pinamonte Bonacossi vers 1272 et adapté par Louis Ier Gonzague après sa conquête du pouvoir en 1328. Ancienne demeure de la famille Bonacossi, qui règne sur la ville de 1272 à 1328. Le palais abrite actuellement encore la famille des comtes Castiglioni, descendant de Baldassare Castiglione, homme politique et érudit du XVIe siècle, auteur du Livre du courtisan. Au rez-de-chaussée, la porte d'entrée est d'origine, avec un grand arc brisé bicolore décoré de boucliers avec les armoiries des Bonacolsi,.

#### Palais du Podestat
Également connu sous le nom de « Palazzo del Broletto », le palais du Podestat a été construit en 1227, sur commande du Brescien Laudarengo Martinengo nommé podestat de Mantoue. À partir de 1462, il subit une restructuration majeure par Giovanni da Arezzo à la demande de Louis III de Mantoue.

#### Palazzo San Sebastiano

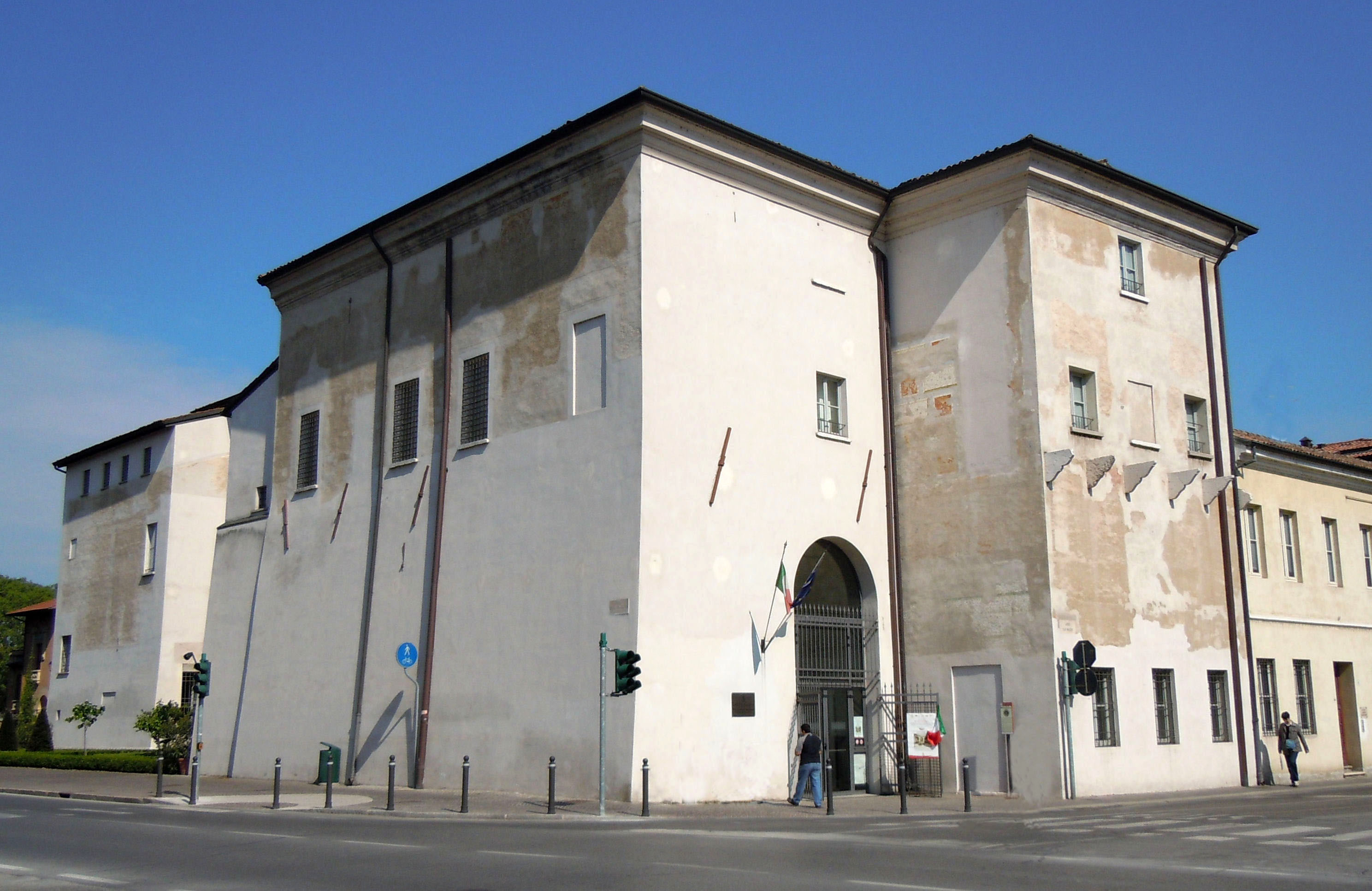
Palazzo San Sebastiano.

Le Palazzo San Sebastiano, qui abrite le musée de la ville, fut construit entre 1506 et 1508 à la demande du marquis François II dont ce fut la résidence préférée, qui y vécut et y mourut en 1519. Il a été utilisé par les Gonzague pendant trente ans et dès 1536, est abandonné avant d'être ensuite dépouillé.
Dans la pièce principale du palais se trouvaient les neuf toiles de Mantegna représentant Les Triomphes de César qui ont été vendues à la couronne anglaise et sont maintenant conservées au château de Hampton Court. le Palazzo a subi de multiples transformations jusqu'en 1998, lorsque les restaurations ont commencé. Depuis 2005, il est utilisé comme musée de la ville. Peintures, statues, bustes, frises et autres trouvailles architecturales sont exposés dans les salles qui conservent encore des traces de fresques du passé glorieux telles que la Chambre du Creuset, la Chambre de la Frecce, la Chambre du Soleil et dans la Loggia dei Marmi.

#### Palazzo d'Arco
Le palazzo d'Arco, résidence de la famille D'Arco, originaire de Trente, fut construit à partir de 1784, sur un palais préexistant du XVe siècle, par l'architecte Antonio Colonna. Caractérisé par sa grande façade néoclassique inspirée d'Andrea Palladio, le bâtiment est encore meublé avec les meubles de la famille D'Arco dont il abrite d'importantes collections artistiques comme des peintures du XVIIIe siècle de Giuseppe Bazzani, une bibliothèque de plus de six mille volumes et une collection d'instruments scientifiques. Dans la Sala dello Zodiaco, les fresques (1520) sont attribuées à Giovanni Maria Falconetto. Le procès d'Andreas Hofer, héros de l'indépendance tyrolienne contre la domination française, eut lieu en 1810 dans le palais.

#### Maison de Mantegna
Demeure du peintre Andrea Mantegna, elle fut construite sur un terrain offert par le marquis Louis de Mantoue qui le nomma peintre de cour en 1457. Il s'agit d'un bâtiment carré en briques rouges avec une cour cylindrique, ouverte au centre sur un cercle de ciel, repris dans la célèbre Chambre des Époux du Palais Ducal.

#### Maison de Rigoletto

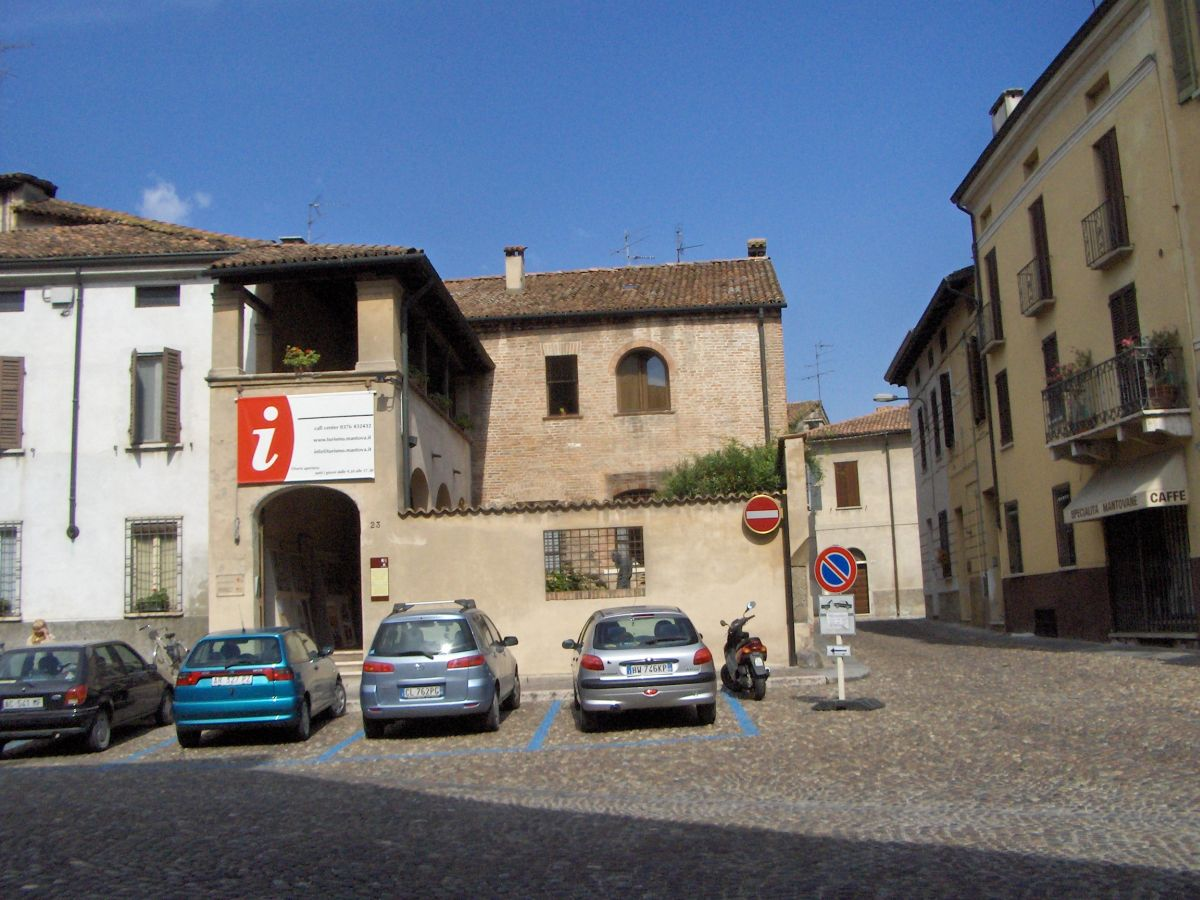
Maison de Rigoletto.

Giuseppe Verdi a mis l'histoire en musique et le peuple de Mantoue lui a trouvé une résidence vers la fin de Piazza Sordello où se trouve la maison du Rigoletto, le bouffon du duc de Mantoue. Le personnage a en réalité peu de lien avec Mantoue : l'opéra homonyme de Verdi a été tiré d'une pièce de Victor Hugo et adapté dans le territoire de Mantoue, transformant le roi de France en duc de Mantoue, et changeant le nom du protagoniste de Triboulet en Rigoletto.
La maison du XVe siècle abrite la sculpture de Rigoletto, œuvre d'Aldo Falchi, installée dans la petite cour intérieure.

### Autres palais et demeures historiques

#### Maison de la Bienheureuse Osanna Andreasi
Dans cet exemple unique de résidence mantouane construite au XVe siècle de style fancellien, située dans via Frattini 9, vécut la bienheureuse Osanna Andreasi, dite Osanna de Mantoue, membre d'une illustre famille appartenant à la classe dirigeante et culturelle de l'État des Gonzague.

#### Maison de Bertani
La demeure de Giovan Battista Bertani, un architecte au service des ducs de Gonzague, qui entre 1554 et 1556 transforma l'édifice préexistant de 1300 appartenant au marquis Striggi, est située au via Trieste 8. L'idée d'insérer deux pierres tombales avec des textes gravés de Vitruve et deux colonnes ioniques, dont l'une sciée en deux avec des gravures et des décorations qui montrent didactiquement les règles inférables du traité de Vitruve, De architectura, est singulière. Par la suite, la propriété de la maison Bertani a changé à plusieurs reprises, connaissant une nouvelle courte saison artistique lorsque, dans les années 1950, elle est achetée par le peintre mantouan Vindizio Nodari Pesenti.

#### Maison de Giulio Romano
Situé via Carlo Poma 18, dans la Contrada Larga d'alors, la maison de Giulio Romano, convaincu par Frédéric II de venir à Mantoue, est construite en 1544. Malgré une intervention au XIXe siècle par l'architecte Paolo Pozzo, elle conserve son style architectural romain.

#### Maison du Marchand

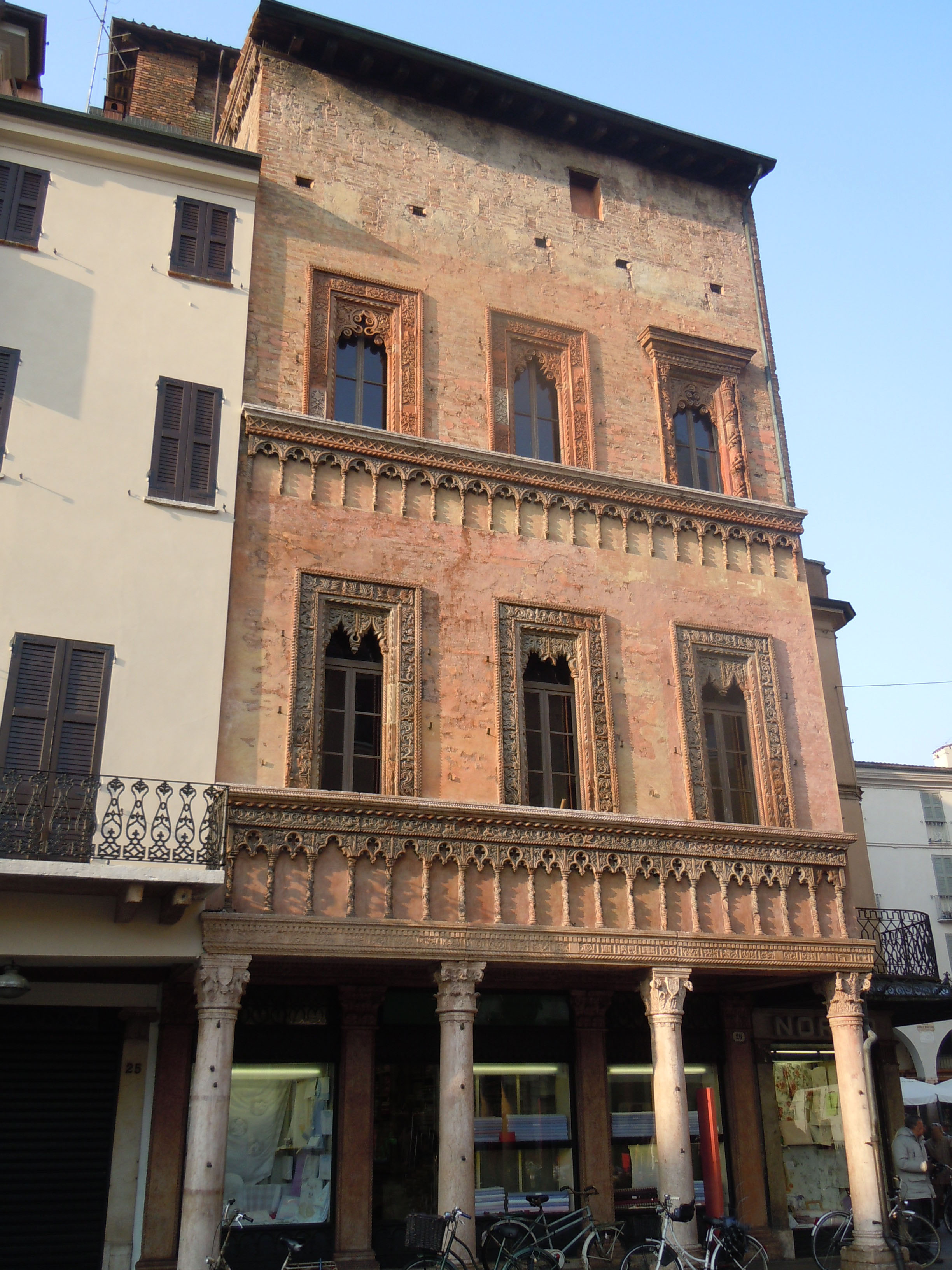
Maison du Marchand.

Au coin entre la Piazza delle Erbe et la piazza Mantegna, la Maison du Marchand est également connue sous le nom de « Maison de Boniforte da Concorezzo », du nom de l'ancien propriétaire qui la fit construire en 1455. Le bâtiment se caractérise par une surprenante façade de brique reposant sur des colonnes de marbre avec des décorations en terre cuite moulée de style gothique vénitien.

#### Maison du marché
Située sur la Piazza Marconi, le bâtiment, correspondant vraisemblablement à la Domus Mercati, a été reconstruit en 1462 par l'architecte Luca Fancelli sur commande du marquis Louis III. Lors des travaux de restauration (1997-2001), d'importantes fresques attribuées à l'école d'Andrea Mantegna ont été mises au jour.

#### Maison du Rabbin
La Maison du Rabbin a été construite dans les années 1680 par l'architecte flamand Frans Geffels, installé à Mantoue en tant que préfet des fabriques des Gonzague, dans la via Giuseppe Bertani 54. Bâtiment de quatre étages, la façade est caractérisée par des panneaux en stuc représentant des lieux et des épisodes bibliques. Elle a été construite à l'intérieur du ghetto établi quelques décennies plus tôt, accueillant, selon la tradition, les familles des chefs religieux de la grande communauté juive de Mantoue.

#### Grand Hôpital San Leonardo

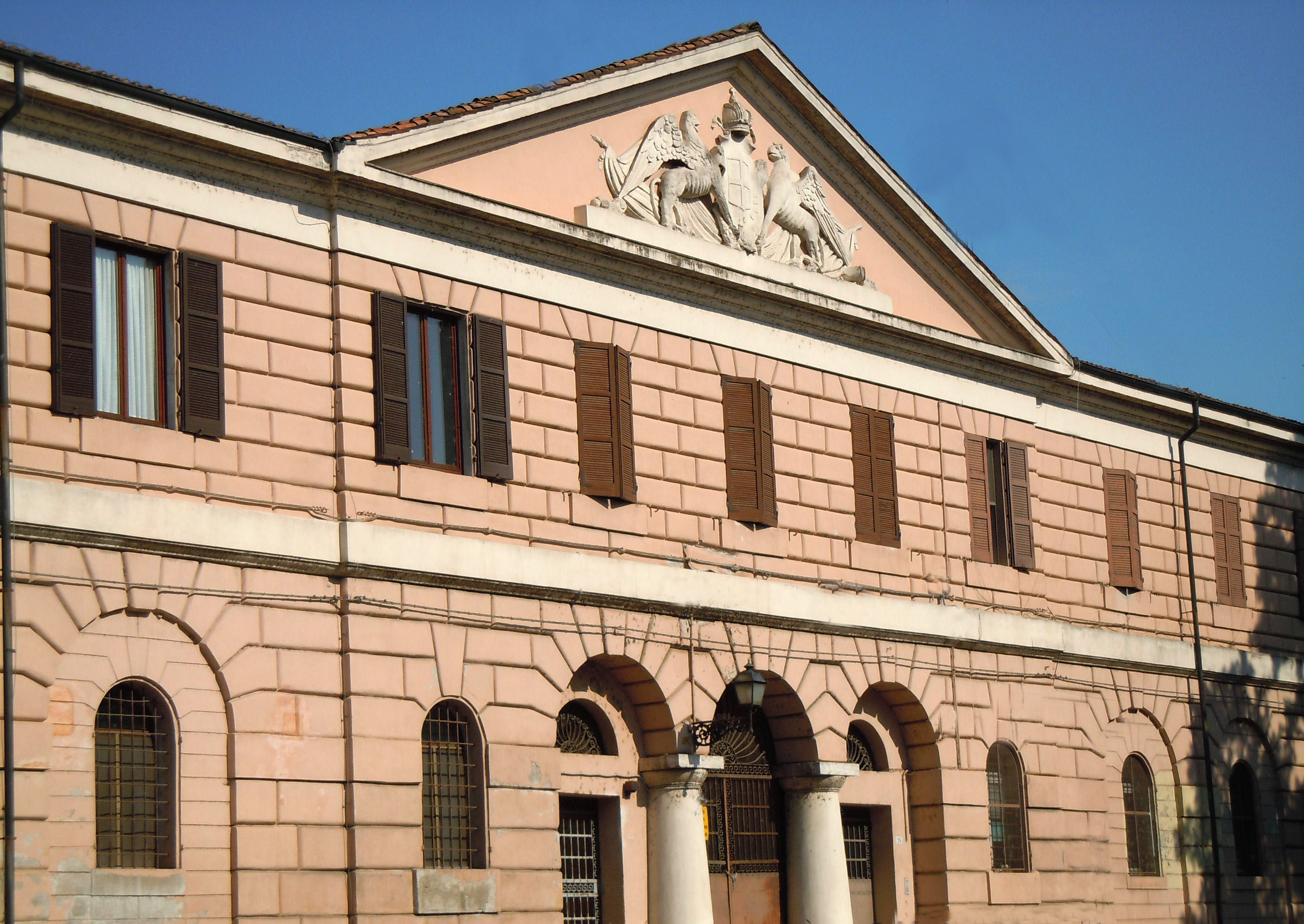
Grand Hôpital San Leonardo.

Situé sur la piazza Virgiliana, construit par la volonté de Louis III pour venir en aide à la population, achevé vers 1470 par l'architecte Luca Fancelli, il est transformé en 1797 en prison, puis en caserne. Il abrite actuellement les bureaux de la police nationale.

#### Palais de l'Académie
Via Accademia, Piazza Dante, le palais est construit sur la base d'un projet de Giuseppe Piermarini de 1770 ; l'architecte Paolo Pozzo s'occupe, entre 1773 et 1775, des travaux de reconstruction de l'édifice médiéval qui est d'abord devenu le siège de l'Accademia degli Invaghiti, puis de l'Académie royale des Sciences et des Fines Lettres, l'actuelle Académie nationale virgilienne. Le bâtiment de style néoclassique intègre un exemple typique du baroque avec le Teatro Bibiena, du nom de l'architecte Antonio Galli da Bibiena qui l'a construit entre 1767 et 1769.

#### Palais de l'agriculture
Construit sur la Piazza Martiri di Belfiore en 1926-27 avec le nom de Palazzo dei Sindacati, sur un projet de l'Ing. Carlo Finzi, le palais prit son nom actuel et devint le siège des grandes organisations provinciales liées à l'agriculture telles que le Consorzio agrario, la Federazione Coltivatori Diretti (Union des agriculteurs italiens), la Fédération des agriculteurs et l'Inspection agricole.

#### Bâtiment de la Banque d'Italie
Situé dans via Baldassare Castiglioni 3, le bâtiment a été construit entre 1914 et 1923 sur un projet de l'architecte Gaetano Moretti, défenseur de l'art nouveau et de l'éclectisme. Ce dernier style est évident dans les finitions et les décorations des façades qui rappellent l'architecture gothique, baroque, Renaissance et exotique. Construit pour abriter le siège provincial de la Banque d'Italie, cette destination a disparu fin 2008 avec la fermeture de la succursale de Mantoue de l'institut émetteur. Entre-temps, le 29 janvier 2007, le bâtiment a été classé d'intérêt historique et artistique par la Direction régionale du patrimoine culturel et paysager de Lombardie.

#### Palais Canossa

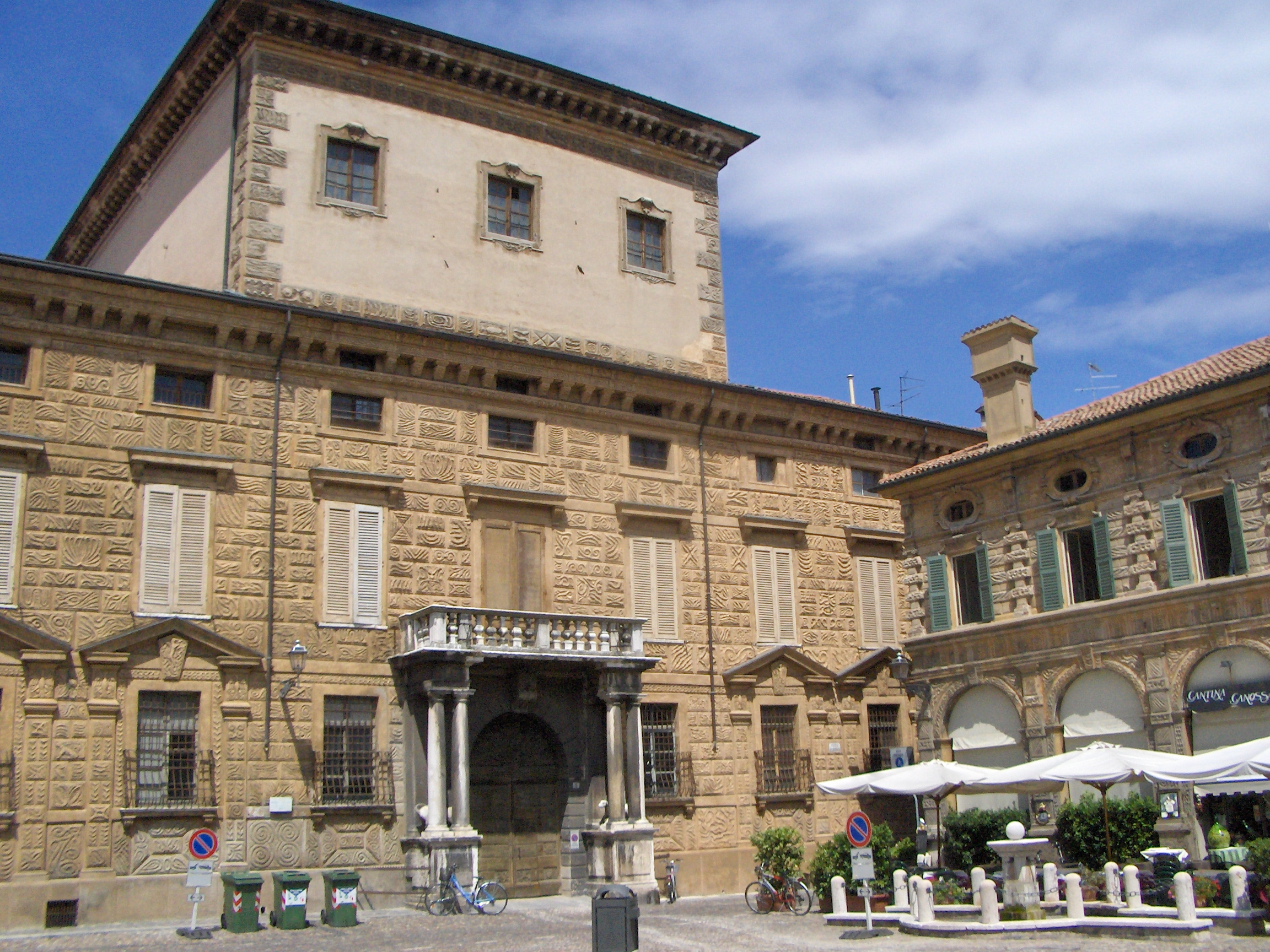
Palais Canossa.

Situé sur la Piazza Canossa, le palais Canossa a été construit au XVIIe siècle sur commande du marquis Canossa, une famille d'ancienne lignée de Vérone. La façade à bossage rappelle les solutions du XVIe siècle de Giulio Romano et se caractérise par un portail en marbre surveillé par les deux chiens du blason familial. L'escalier baroque monumental qui mène à l'étage noble du bâtiment, constitue un autre élément d'une valeur architecturale particulière.

#### Palais Capilupi
Via Concezione, le palais devint la demeure de la noble famille Capilupi en 1414. Le portail d'entrée a été conçu par Giulio Romano.

#### Palais Cavriani

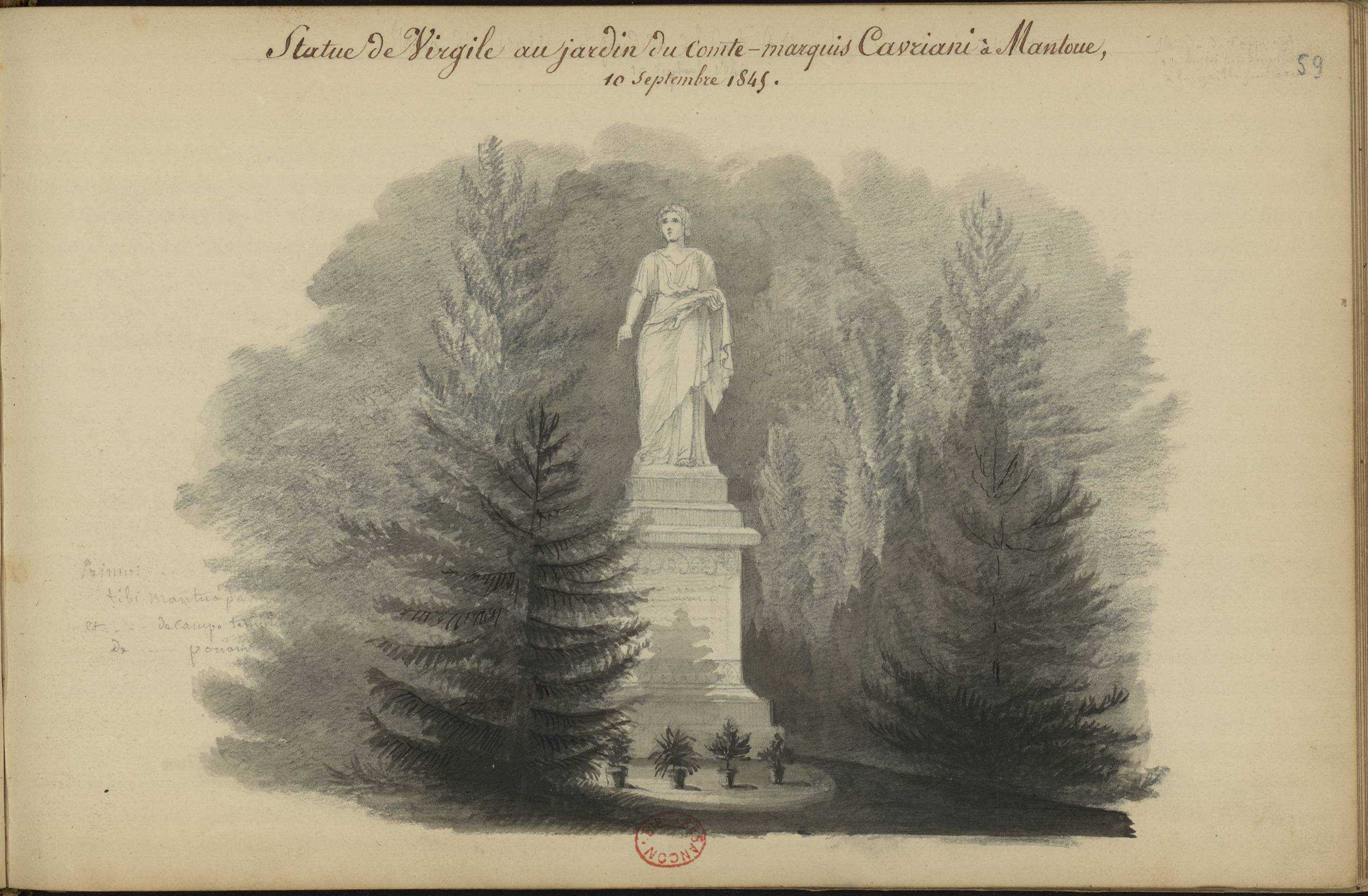
Désiré Monnier, Statue de Virgile, 1845, palais Cavriani.

Situé dans la via Trente, le palais était la demeure de la famille noble Cavriani depuis le XVe siècle. Il a été reconstruit en 1756 par l'architecte Alfonso Torreggiani. L'extérieur a une série de fenêtres avec des balustrades solides, tandis que celles de l'étage supérieur ont des couvertures triangulaires et en demi-lune. L'intérieur s'ouvre sur une grande salle pleine de stucs et de fresques de peintres de Mantoue, dont certaines de Giuseppe Bazzani et Francesco Maria Raineri.

#### Palais Colloredo
Via Carlo Poma 11, le bâtiment, également connu sous le nom de « Palazzo Guerrieri-Gonzaga », a été acheté par Giovanni Battista Guerrieri en 1599 qui en a confié la rénovation à l'architecte Antonio Maria Viani. La façade prébaroque est caractéristique, décorée par douze hermès en mortier de chaux avec une finition de surface en marmorino alternant figures masculines et féminines. Il devint la propriété des comtes Colloredo avec Carlo Ludovico Colloredo, époux d'Eleonora Gonzaga (1699-1779) de la lignée Vescovato. Le 30 mars 1872, il fut acheté par la municipalité, destiné à être le siège des bureaux judiciaires du tribunal. Depuis, il est devenu le « Palais de justice » de la ville.

#### Palais Di Bagno
Via Principe Amedeo 30.32, le palais du XVIIIe siècle a subi une intervention du XIXe siècle sur les façades par l'architecte Giovanni Cherubini. Les intérieurs ont été décorés par des peintres précieux tels que Giuseppe Bazzani et Giovanni Cadioli. Il est actuellement le siège de la préfecture et de l'administration provinciale.

#### Palazzo Municipal
Via Roma 39, siège des bureaux et de la chambre du conseil de la municipalité de Mantoue, le bâtiment appartenait à la Maison de Gonzague de Sabbioneta et Bozzolo au XVe siècle. Après de nombreux changements de propriété, il a été acheté par l'administration municipale en 1819, qui a organisé sa restructuration interne et externe entre 1825 et 1832, avec l'attribution du chantier à l'architecte néoclassique Gian Battista Vergani.

#### Palais Sordi

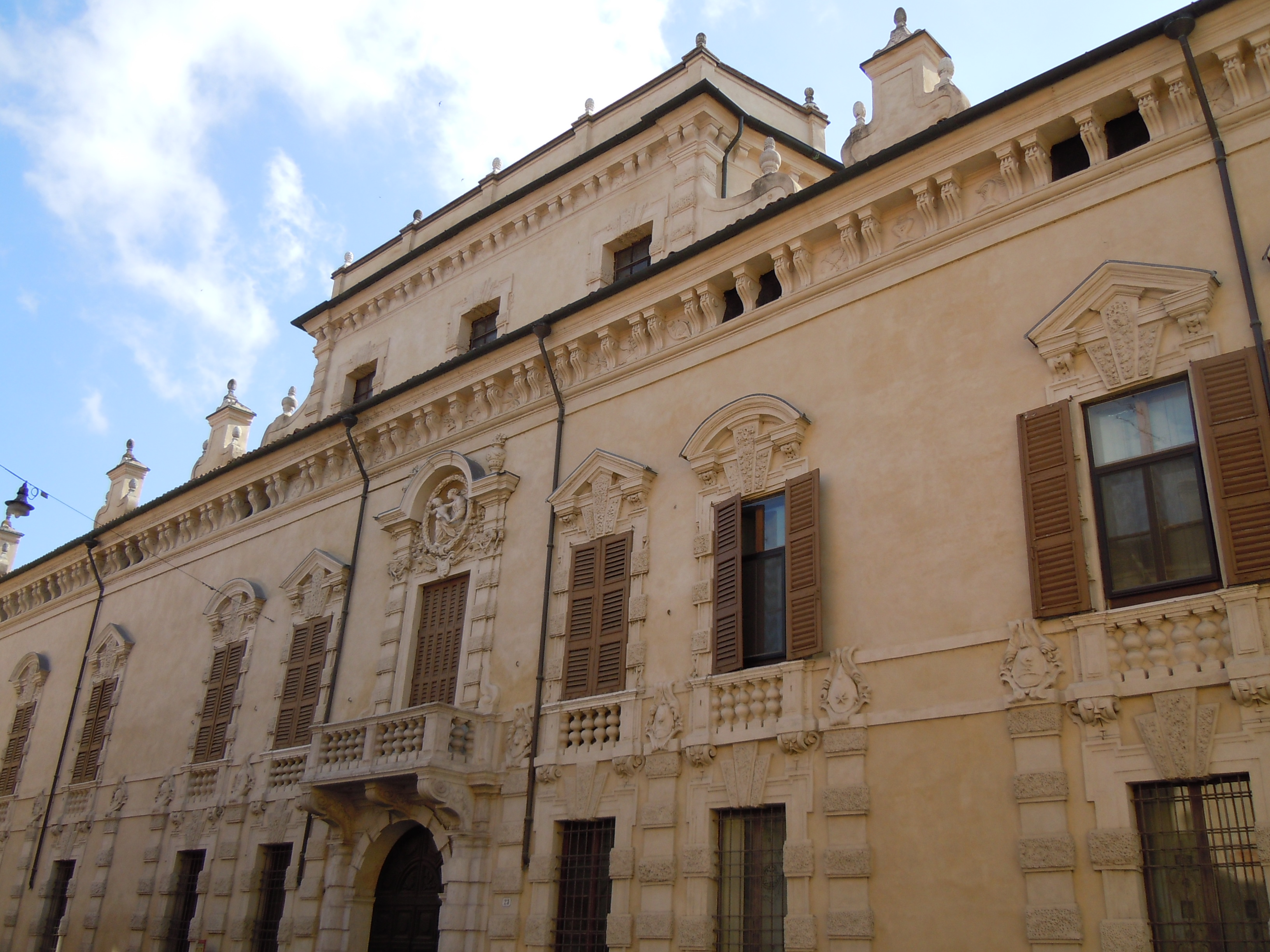
Façade du Palazzo Sordi.

Le palais Sordi est situé via Pomponazzo 23. Le premier marquis de la famille des Sordi, Benedetto, souhaitait la construction de l'édifice et confia le projet et le suivi des travaux, commencés en 1680, à l'architecte flamand Frans Geffels, préfet des fabriques Gonzague, donnant naissance à l'un des rares exemples de baroque dans la cité. Au-dessus du portail d'entrée, figure un tondo avec la Vierge à l'Enfant, un haut-relief de Giovanni Battista Barberini, œuvre d'une valeur particulière insérée dans une façade dorique, en plâtre et partiellement en bossage, riche en autres décorations et bas-reliefs en marbre et stuc. Le Palais est privé et donc fermé au public.

#### Palais Valenti Gonzague

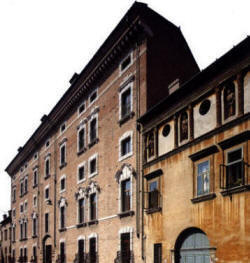
Palazzo Valenti Gonzaga.

Situé dans via Pietro Frattini 7, résidence des marquis Valenti Gonzaga depuis 1500, le palais subit une transformation radicale au XVIIe siècle pour devenir une gigantesque structure architecturale, somptueuse à l'extérieur, la cour intérieure étant par ailleurs richement décorée de stucs et riche en fresques et statues. Depuis lors, il a constitué l'un des exemples les plus importants de l'architecture et des décorations de la période baroque à Mantoue. Comme pour d'autres œuvres de ce style, son concepteur est l'architecte Frans Geffels (1625-1694). Récemment restaurée, il est occupé par des bureaux.

#### Marché aux poissons
Aussi appelé Loggia di Giulio Romano, il a été conçu par le grand architecte du maniérisme. Les travaux, réalisés en 1536, consistaient à transformer le pont médiéval qui traversait le Rio avec la construction de deux arcades parallèles qui étaient destinées au commerce du poisson.

#### Villa Nuvolari
Située dans la via le Piave 28, initialement appelée Villa Rossini, la villa a été commandée par le champion de tir Romolo Rossini à l'architecte Luigi Corsini, en 1926. Sa construction débuta en 1929 et elle fut rachetée par Tazio Nuvolari qui n'y habita jamais, se limitant à utiliser le jardin comme garage. À la mort du champion automobile, sa veuve Carolina Nuvolari a cédé la villa à l'hôpital municipal Carlo Poma en échange d'une rente. Depuis 2005, le bâtiment est devenu le siège d'institutions bancaires.

#### Autres palais
- Cà degli Uberti – piazza Sordello
- Casa della Cervetta – piazza delle Erbe
- Casa di Marco Antonio Antimaco – via Porto
- Casa de' Speziali – via Chiassi
- Casa Tortelli – piazza Broletto
- Palazzo Acerbi – piazza Sordello
- Palazzo Andreani, aussi appelé « palazzo della camera di commercio » – via Calvi
- Palazzo Andreasi – via Cavour
- Palazzo Arrivabene, attribué à a Luca Fancelli – via Arrivabene
- Palazzo Benzoni – via Mazzini
- Palazzo Bianchi, aussi appelé « palazzo vescovile » – piazza Sordello
- Palazzo Biondi – via Cavriani
- Palazzo Bonoris – via Cavour
- Palazzo Cadenazzi-Risi – via Cavour
- Palazzo Cantone del Bonsignore del XVIII secolo – via Giulio Romano
- Palazzo Cantoni-Marca – via Chiassi
- Palazzo del Capitano, partie du Palais Ducal – piazza Sordello
- Palazzetto dei conti Casali – via Fratelli Bandiera
- Palazzo del Mago – piazza San Leonardo
- Palazzo del Massaro – piazza Broletto
- Palazzo Gonzaga di Vescovato – via Principe Amedeo
- Palazzo Mainoldi, utilisé au XVIIIe siècle par la prison de la Mainolda – vicolo Mainolda
- Palazzo di San Cristoforo – via Giulio Romano
- Palazzo Siliprandi – via Arrivabene
- Palazzo Strozzi – corso Vittorio Emanuele
- Palazzo degli Studi – via Ardigò
- Palazzo Valentini – corso Vittorio Emanuele

### Ponts

#### Ponte dei Mulini
Le pont a été conçu par l'ingénieur Alberto Pitentino, construit au XIIe siècle afin de réguler les eaux de la rivière Mincio et d'éviter son engorgement. Une différence de hauteur de quelques mètres fut alors créée artificiellement entre le lac Supérieur et le lac du Milieu, qui alimentèrent à partir de l'année 1229 douze moulins (mulini), donnant son nom au pont. L'ancien bâtiment médiéval a été détruit par les raids aériens de la Seconde Guerre mondiale.

#### Ponte di San Giorgio

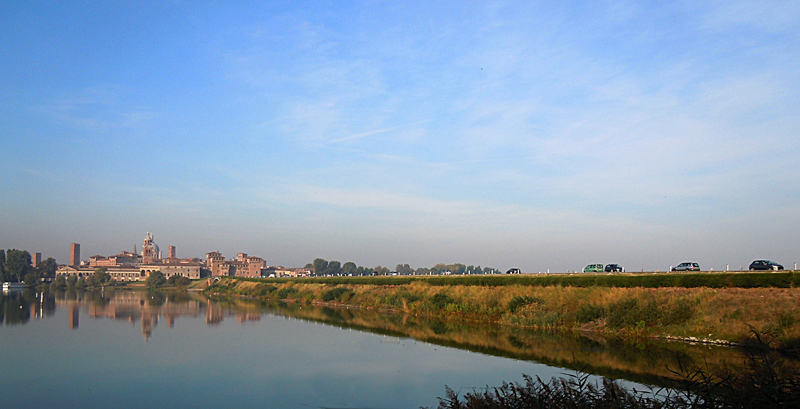
Ponte di S. Giorgio.

Le pont était inclus dans le système militaire défensif reliant le village fortifié de San Giorgio au Palais Ducal. Initialement en bois, il fut construit en maçonnerie par Louis II à la fin du XIVe siècle, séparant ainsi le lac Mezzo du lac Inférieur. En 1922, les arches ont été enterrées et le pont a pris sa forme actuelle.

### Théâtres

#### Teatro Bibiena

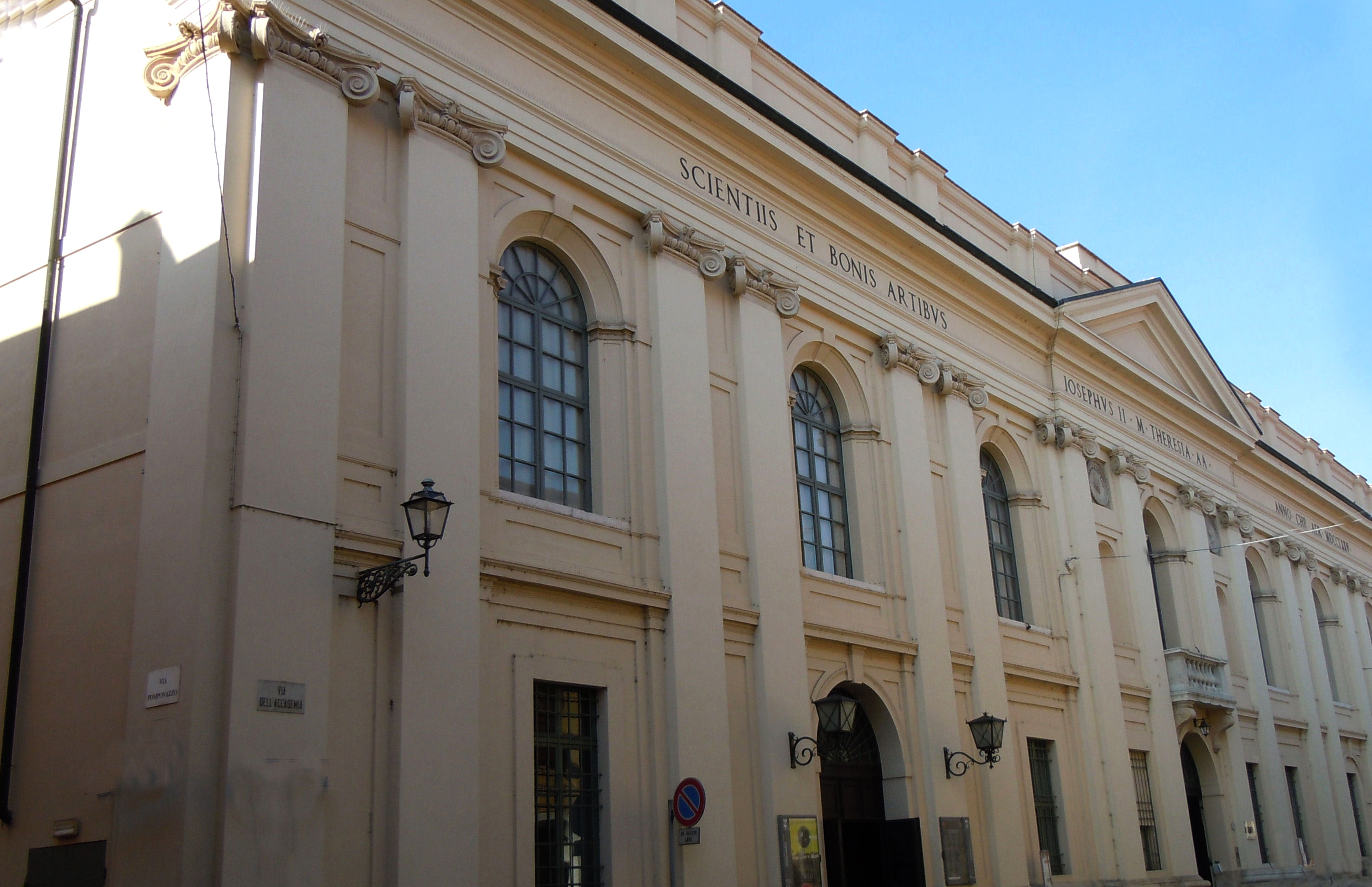
Teatro Bibiena.

Via Academia 47, le « Teatro Scientifico dell'Accademia » (« Théâtre scientifique de l'Académie »), chef-d'œuvre d'Antonio Bibiena (1697-1774) est inauguré le 3 décembre 1769. Quelques semaines plus tard, le 16 janvier 1770, il accueille un concert du jeune Wolfgang Amadeus Mozart qui n'a pas encore quatorze ans. L'austère façade néoclassique, œuvre de Giuseppe Piermarini, semble cacher l'expression imaginative du baroque tardif du théâtre qui suscita tant d'enthousiasme chez le père de Mozart. L'Académie nationale virgilienne fondée en 1768 est installée dans le même bâtiment.

#### Teatro Sociale
Edifié sur la Piazza Cavallotti, le Teatro Sociale est né à l'initiative d'un groupe de citoyens constituant une société de quatre-vingt-dix boxeurs. L'architecte Luigi Canonica fut chargé de concevoir un théâtre néoclassique qui, après quatre ans de travaux, fut ouvert au public le soir du 26 décembre 1822. La salle est composée de cinq ordres : trois ordres de loges, deux ordres de galeries (loggia, galerie). Canonica a décidé de s'appuyer sur Hayez pour la décoration intérieure. Le Teatro Sociale est toujours ouvert et opérationnel. C'est un théâtre privé, propriété d'environ quatre-vingt boxeurs qui s'occupent de son entretien et de son bon fonctionnement. Il est reconnu par la loi n° 800 du 14 août 1967 comme l'un des 29 Théâtres de Tradition italiens.

#### Théâtre de la Cour des Gonzague
Ce théâtre n'est plus actif depuis 1896. Son emplacement est actuellement occupée par le Musée archéologique national de Mantoue qui a été inclus dans l'enceinte du Palais Ducal. Commandé par le cardinal Hercule Gonzague à l'architecte Giovan Battista Bertani, le premier théâtre de la Cour des Gonzague a été construit à partir de 1549. Détruit par un incendie, il est reconstruit entre 1591 et 1592. Un troisième théâtre conçu par l'architecte Antonio Maria Viani est inauguré en 1608 avec la représentation de la tragédie de Claudio Monteverdi L'Arianna. À l'époque autrichienne, un quatrième théâtre, le Nuovo Teatro Arciducale, est inauguré le 27 février 1733. Les premiers dessins étaient de Ferdinando Galli da Bibiena et le travail a été complété par un de ses élèves, Andrea Galluzzi. Un cinquième théâtre, conçu par Giuseppe Piermarini, est inauguré le 10 mai 1783. Le Regio, comme on l'appelait au XIXe siècle, fut peu à peu abandonné du fait de la concurrence du nouveau Teatro Sociale. En 1896, le Teatro Regio, vendu par l'État, a été acheté par la municipalité de Mantoue qui l'a radicalement transformé, d'abord en marché de cocons, puis en marché de fruits et légumes, et enfin l'a destiné à sa fonction actuelle de siège du Musée archéologique national de Mantoue.

### Tours civiles

#### Tour de l'horloge
La tour de l'horloge, de plan rectangulaire, fut érigée en 1472 sur un dessin de Luca Fancelli, et l'horloge mécanique conçue par Bartolomeo Manfredi y fut placée l'année suivante. Une statue de la Immaculée Conception a été installée dans la niche en contrebas, créée en 1639.

#### Tour du Podestat

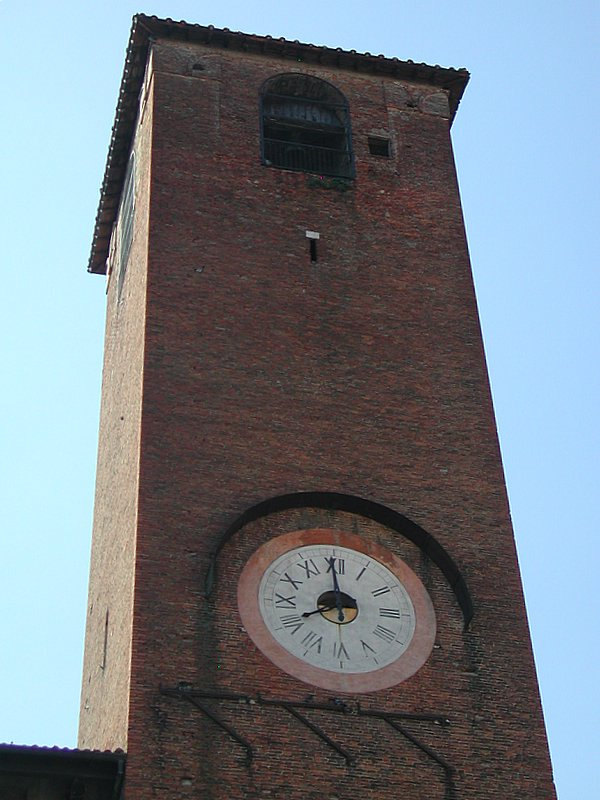
Tour du Palazzo du Podestat.

La « Torre Civica del Broletto », autre nom de la tour qui est adossée à la Casa Tortelli, se dresse sur la place du Podestat, à une hauteur de près de 47 mètres. Depuis 1227, à l'initiative du podestat Laudarengo Martinengo, elle fait partie intégrante du majestueux Palais du même nom.

#### Tour du Zuccaro
La tour, haute de 42 mètres, a été construite dans la première moitié du XIIIe siècle. Les premières traces écrites remontent à 1143. Elle est située via Enrico Tazzoli. Le nom dérive de la famille qui l'aurait possédée, même si l'imagination populaire a alimenté l'idée que le nom est né de la présence de sucre stocké à proximité : elle s'appelle en effet « Tor dal Sücar » dans le dialecte local. Elle a été achetée par Pinamonte Bonacossi en 1273 à la famille Ripalta.

#### Tour Gambulini
La tour, haute de 37 mètres, se dresse via Ardigò. Selon la documentation de l'époque, elle existait déjà en 1200, tirant son nom de la famille qui la possédait. Cédée à la famille Ripalta puis aux da Oculo, elle devint en 1289 la propriété des Gonzague, pas encore souverains de Mantoue. Le bâtiment attaché à la tour devint la résidence occasionnelle de Louis-Alexandre de Castiglione, seigneur de Castel Goffredo. Le condottiere Jean des Bandes Noires y est mort le 30 novembre 1526. Elle a ensuite été intégrée dans le Collège et le couvent des Jésuites et depuis 1883, elle fait partie du complexe des Archives de l' État de Mantoue.
Un projet récent a été lancé pour transformer la tour en une terrasse panoramique qui permettrait une vue à 360 degrés sur le centre historique de Mantoue.

#### Tour del Salaro
Dès le XIIIe siècle, la tour servit de dépôt de sel.

#### Tour d'Arrivabène
La tour d'angle s'élève via Arrivabene et a été érigée avec le palais familial du même nom. Elle est attribuée à Luca Fancelli, en 1481.

#### Tour San Domenico
La tour se trouve à côté du Marché aux Poissons de Giulio Romano et est ce qui reste de l'église et du couvent San Domenico, érigés dans le style gothique en 1466.

#### Autres tours
- Tour civique du Palazzo del Podestà
- Maison-tour des Boateri, du XIIIe siècle

### Papeterie Burgo
Le bâtiment, commandé par Cartiere Burgo, a été conçu par Pier Luigi Nervi et construit entre 1961 et 1964. L'objectif principal était de placer une seule machine à cycle continu dans une seule pièce de 250 mètres de long pour transformer la pâte de bois en papier journal. La solution trouvée par Nervi pour la toiture fait que le bâtiment est qualifié d'« usine suspendue » notamment pour les quatre câbles d'acier suspendus à deux charpentes en béton armé de 50 mètres de haut.
Le 9 février 2013, les machines de la papeterie Burgo s'arrêtent, marquant la fin de la production de papier. En 2015, l'usine a été acquise par le groupe Pro Gest, propriété de la famille Zago de Trévise, pour être convertie en production de papier recyclé pour emballage sous le nom de Pro Gest Mantova, avec un investissement de 150 millions d'euros.

### Architecture militaire

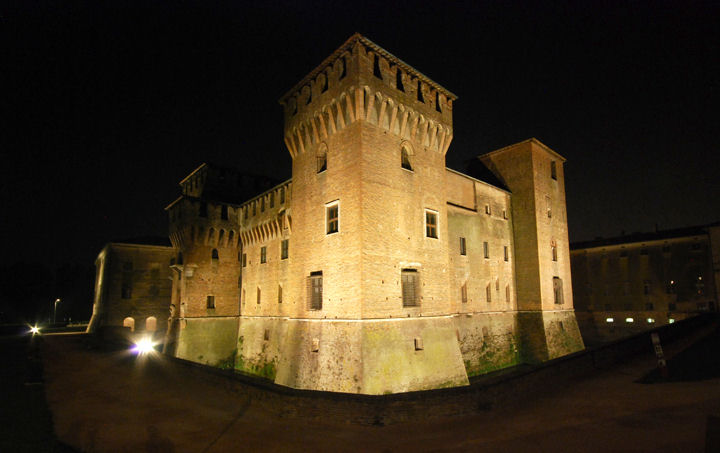
Château Saint-Georges.

#### Château Saint-Georges
Manoir édifié pour défendre la ville-forteresse de Mantoue, commandé par François Ier de Mantoue, il a été construit de 1395 à 1406 par Bartolino de Novare sur les ruines de l'église Santa Maria di Capo di Bove.

#### Forteresse de Sparafucile

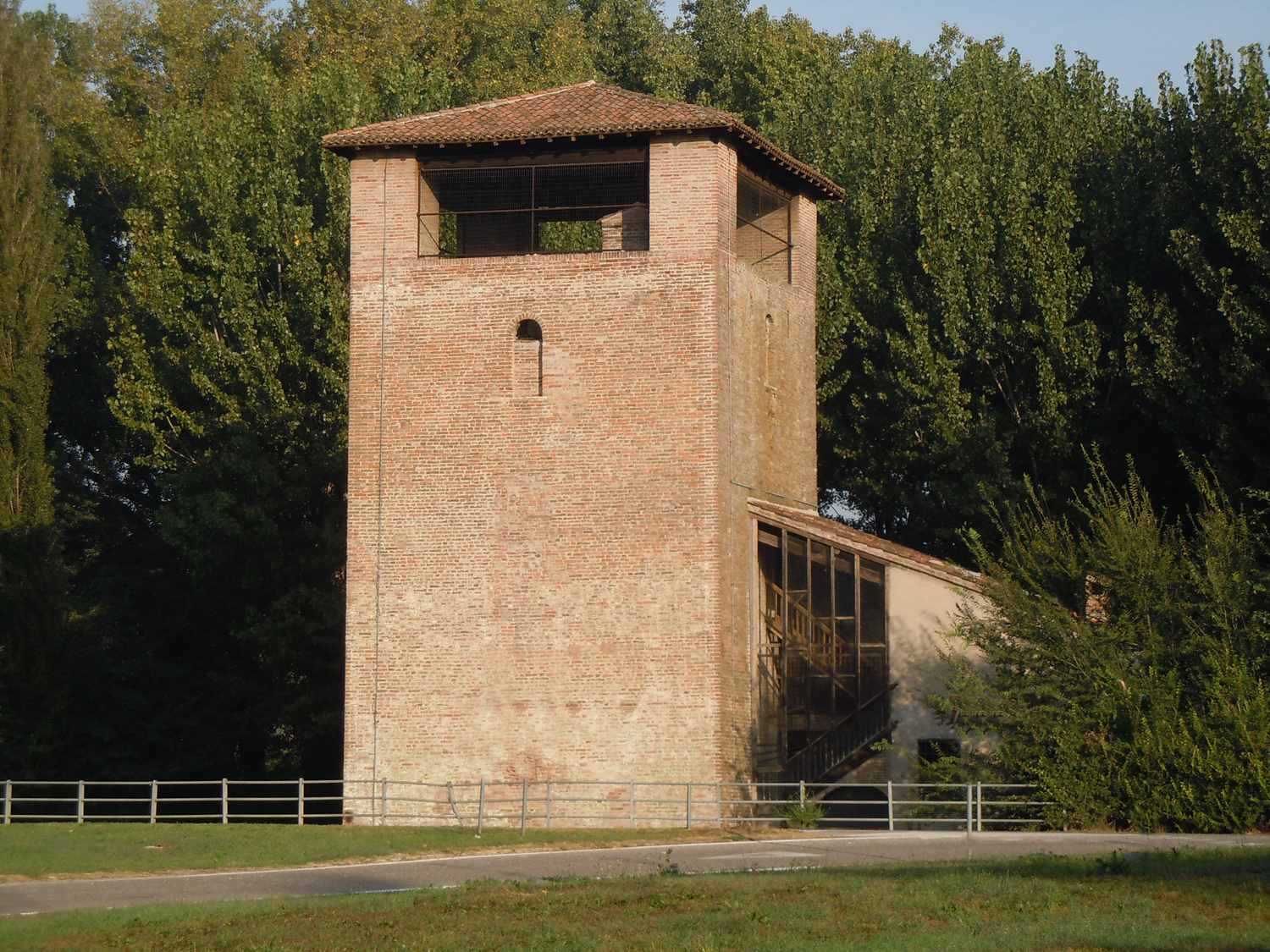
Forteresse de Sparafucile.

Érigée à l'époque médiévale, la forteresse de Sparafucile faisait partie des fortifications orientales de Mantoue, notamment utilisées pour défendre le pont San Giorgio, à tel point qu'elle fut longtemps exclusivement appelée Rocchetta di San Giorgio. Son nom actuel a été établi après l'implantation sur la « rive déserte du Mincio », de la taverne de l'assassin Sparafucile, lieu de l'épilogue tragique de Rigoletto, l'une des œuvres les plus célèbres de Giuseppe Verdi.

#### Fort de Pietole
Le fort de Pietole, qui s'élève aujourd'hui dans la commune de Borgo Virgilio, faisait partie du système défensif de la ville de Mantoue avec le château Saint-Georges et le Forte di Belfiore. Il a été construit par les Français en 1808.

#### Tours défensives

##### Torre della Gabbia
La tour a été élevée par les Bonacolsi dans les dernières décennies du XIIIe siècle et a acquis son nom actuel (cage en français) en 1576 lorsque le duc Guillaume de Mantoue a fait construire la grande cage en fer comme une « prison à ciel ouvert » où les condamnés étaient exposés à la moquerie publique.

##### Torre di Sant'Alò ou Torre Nuova
La tour est une construction de 1370 située sur la Piazza Arche, qui faisait partie du système défensif de la ville.

##### Maison tour des Bonacolsi
La tour, qui se dresse au bout de Vicolo Bonacolsi, fait partie du Palazzo Bonacolsi datant du XIIIe siècle.

#### Portes

##### Porta Giulia
La Porta Giulia est le seul témoignage actuel des fortifications médiévales et Renaissance. Déjà existante à l'époque bonacolsienne, elle fut reconstruite en 1549, probablement conçue par Giulio Romano. Elle doit son nom à l'existence, lors de sa première construction, de l'église adjacente de Santa Giulia, qui fut par la suite détruite.

##### Voltone di San Pietro

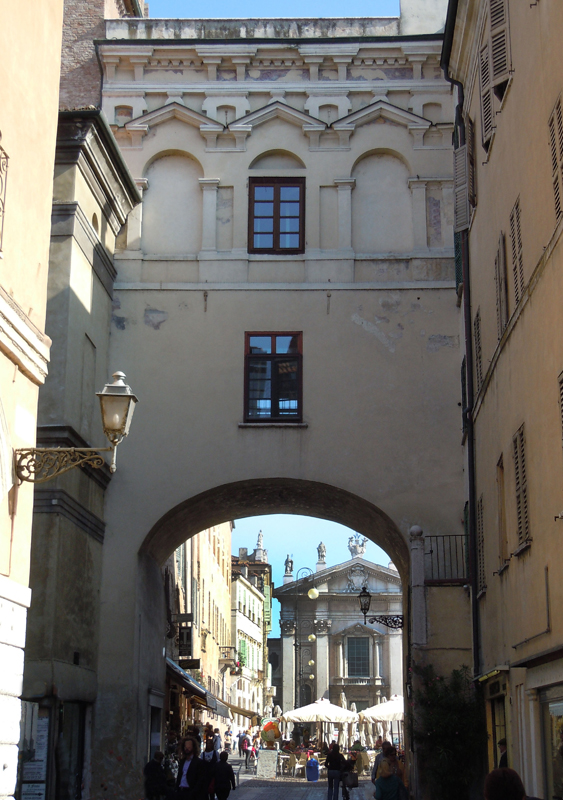
Voltone di San Pietro.

La « Voltone di San Pietro » ou « Porta di San Pietro » était l'une des trois anciennes portes, qui jusqu'à la fin du XIIIe siècle, insérées dans les premiers remparts de la ville, fermaient l'accès à la place Saint-Pierre (maintenant Piazza Sordello), centre de la civitas vetus.

##### Portails des Aigles
Les deux « Portails des Aigles », munis de portes, avaient pour fonction de délimiter l'espace paysager entourant le palais du Te. Le projet des portails et de l'espace vert qui contenait des avenues arborées destinées aux promenades publiques, fut confié en 1805 à Giovanni Antolini, architecte royal et inspecteur des palais royaux de Mantoue. Les aigles qui surmontent les portails ont été dessinées par l'architecte bolonais et sculptées en 1808 par le Véronais Gaetano Muttoni. En 1990, les Portails des Aigles ont été restaurés à l'initiative du Fondo Ambiente Italiano (FAI) pour l'environnement italien.

### Places et rues

#### Piazza Sordello

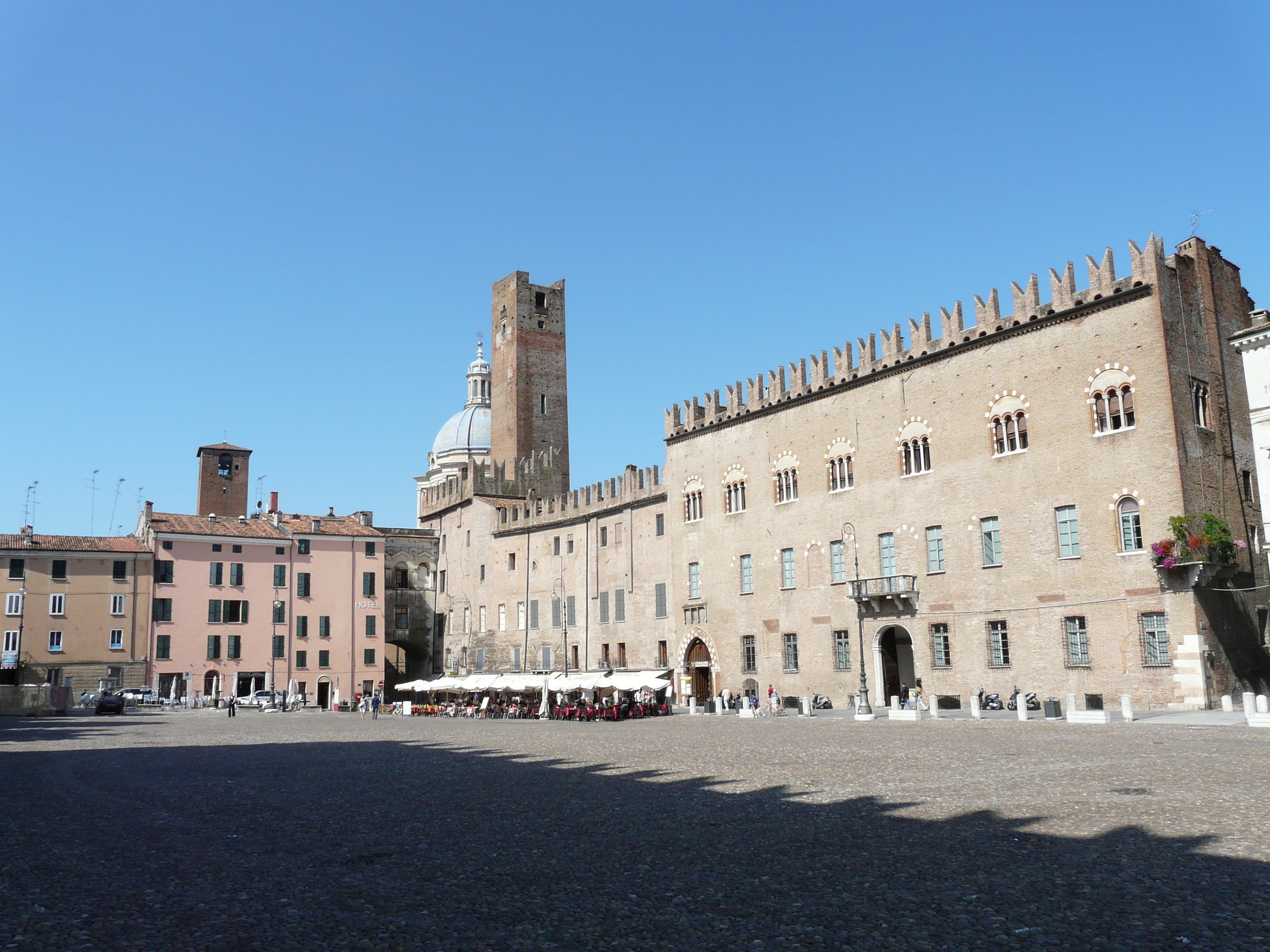
Piazza Sordello.

Ancien pivot de la vie artistique et politique de Mantoue, de taille modeste (150 × 60  m), la place comprend parmi les principaux édifices monumentaux de la ville, tels que le Palais ducal (Palazzo del Capitano et Domus Magna), le palais Acerbi, à l'intérieur duquel se trouve la chapelle Bonacolsi, dominé par la Torre della Gabbia, le palais Bonacolsi (aujourd'hui Castiglioni), l'évêché du Palazzo Bianchi (du nom de la famille qui l'a construit au XVIIIe siècle) et la cathédrale. Une récente découverte archéologique accidentelle (décembre 2006) a mis au jour les sols en mosaïque et les vestiges d'une Domus romaine d'époque impériale que l'on peut désormais visiter à l'intérieur d'un ouvrage provisoire.

#### Via Broletto
La via Broletto est une artère routière importante qui relie la Piazza delle Erbe à la Piazza Sordello, passant sous le Voltone di San Pietro.

#### Piazza Broletto
Avec l'expansion de la ville au-delà du noyau historique primitif, la Piazza Broletto a été créée vers l'an 1190, et est encore aujourd'hui entourée de bâtiments de l'époque municipale tels que le Palazzo del Massaro, l'Arengario et le Palais du Podestat, appelé aussi Palazzo del Broletto, avec la Torre Municipale. Sur la façade de ce dernier édifice, se dresse une statue du XIIIe siècle de l'école véronaise représentant « Virgilio in cathedra », traditionnellement appelée « La Vecia » (l'ancienne) dans le dialecte local. Une fontaine avec un bassin en marbre de Vérone avec trois dauphins placés verticalement, est installée au centre de la place depuis 1894.

#### Piazza delle Erbe
Depuis toujours un lieu de commerce, la piazza s'ouvre au sud avec la « Maison de Giovan Boniforte da Concorezzo » (ou « Maison du Marchand ») datant de 1455, se poursuit avec la Rotonde San Lorenzo romane, la Tour de l'Horloge, le Palazzo della Ragione et se termine par le Palazzo Broletto (ou du Podestat) construit au XIIe siècle, qui la sépare et donne son nom à la place adjacente.

#### Piazza Canossa

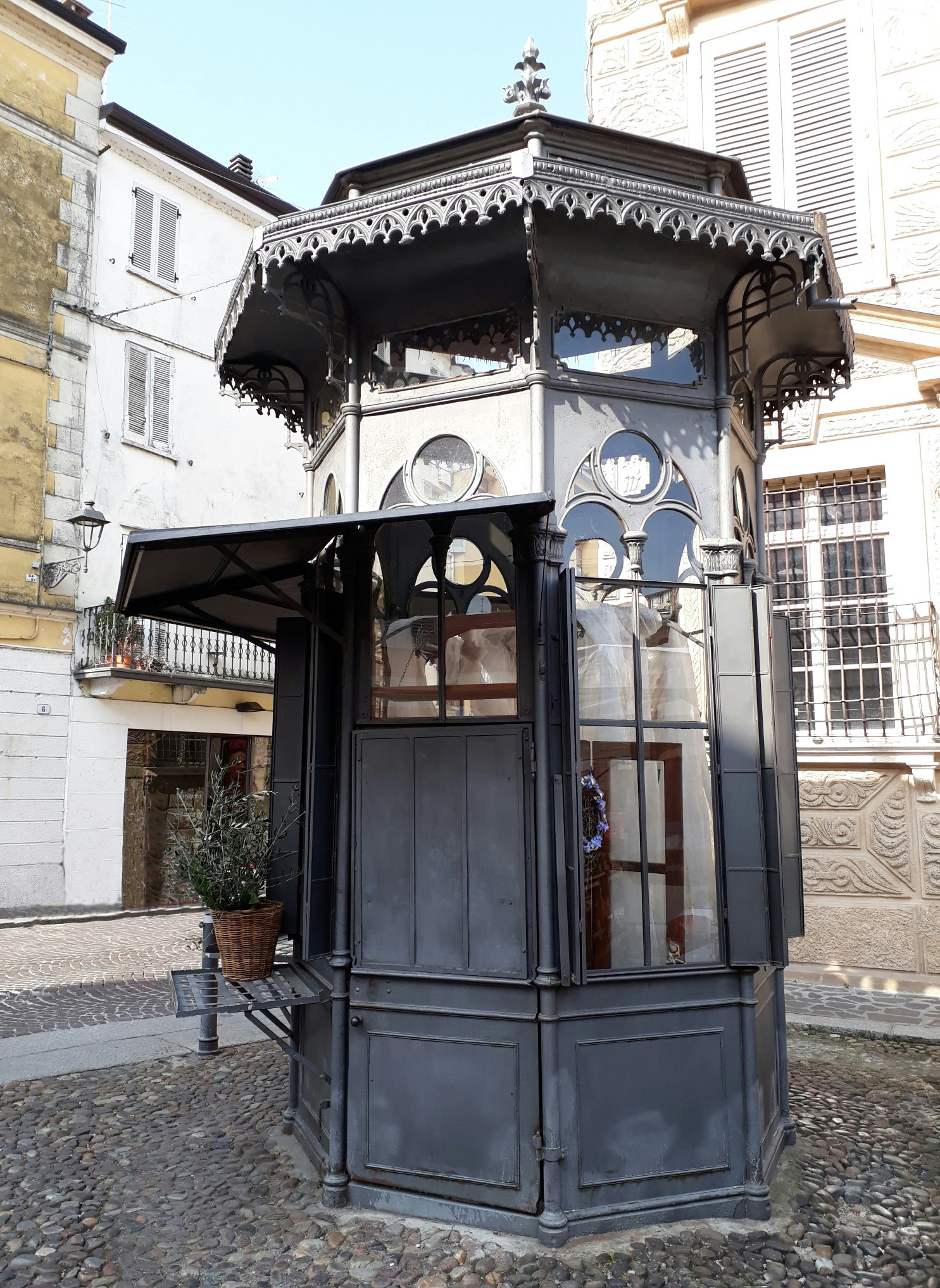
Ancien kiosque à journaux sur la Piazza Canossa.

Le palais Canossa du XVIIe siècle, l'église Madonna del Terremoto et, du troisième côté, un palais à arcades de 1720, surplombent la place. Du XVIe siècle à nos jours, la place a changé plusieurs fois de nom, prenant successivement ceux de Plateola cum uno puteo (place avec le puits), « piazza alberriggia » et, au XVIIe siècle, « piazza del haeno » lorsque la construction du Palazzo Canossa l'a transformée de manière définitive. Sur la place se trouve également un ancien kiosque à journaux Liberty, datant de 1882, restauré par le Fondo Ambiente Italiano (FAI).

#### Place Virgiliana
La Piazza Virgiliana a été commandée par le général Sextius Alexandre François de Miollis, gouverneur pendant l'occupation française, qui a conduit les autorités de la ville à transformer l'espace informe du port original, souvent partiellement submergé par les inondations du lac Mezzo, en une place utilisée pour des exercices militaires et pour accueillir un monument qui rappelait que Mantoue est la patrie de Virgile. La tâche a été confiée à l'architecte Paolo Pozzo. Les creux ont été comblés et les bâtiments de faible valeur qui entouraient la clairière ont été démolis pour permettre l'insertion d'arbres, de plantes et d'arbustes. Le monument inauguré en 1801, fut détruit en 1919 pour être remplacé par l'ouvrage actuel en marbre de Carrare, dont le projet fut confié à l'architecte Luca Beltrami. L'inauguration a eu lieu en 1927.

#### Autres places
- Piazza Leon Battista Alberti
- Piazza Castello
- Piazza Cavallotti
- Piazza Concordia
- Piazza d'Arco
- Piazza dei Mille
- Piazza Lega Lombarda ou Piazza Pallone
- Piazza Mantegna
- Piazza Marconi, autrefois Piazza Purgo
- Piazza Paccagnini, autrefois Piazza Paradiso
- Piazza Santa Barbara

Mantoue
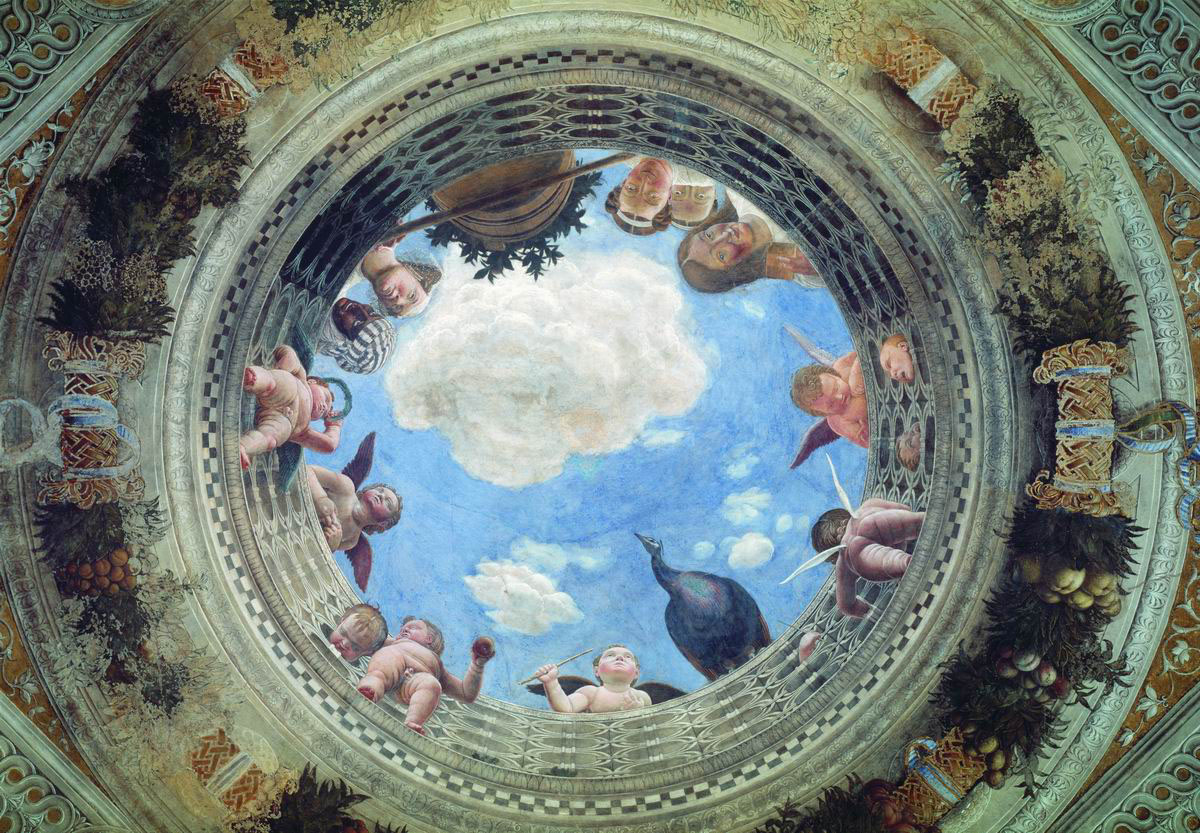
La Chambre des Époux Palais ducal Andrea Mantegna.
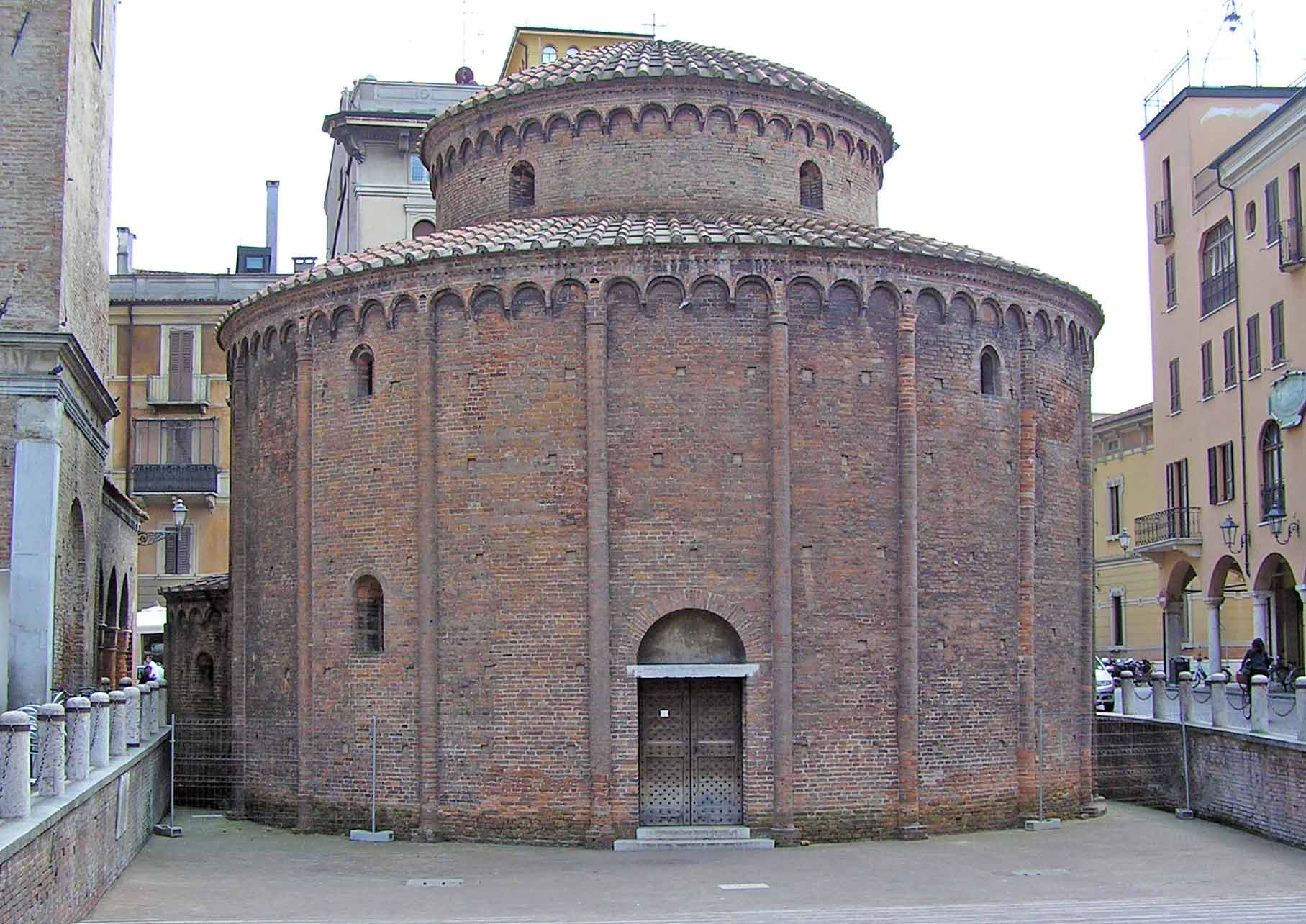
La Rotonde de San Lorenzo.
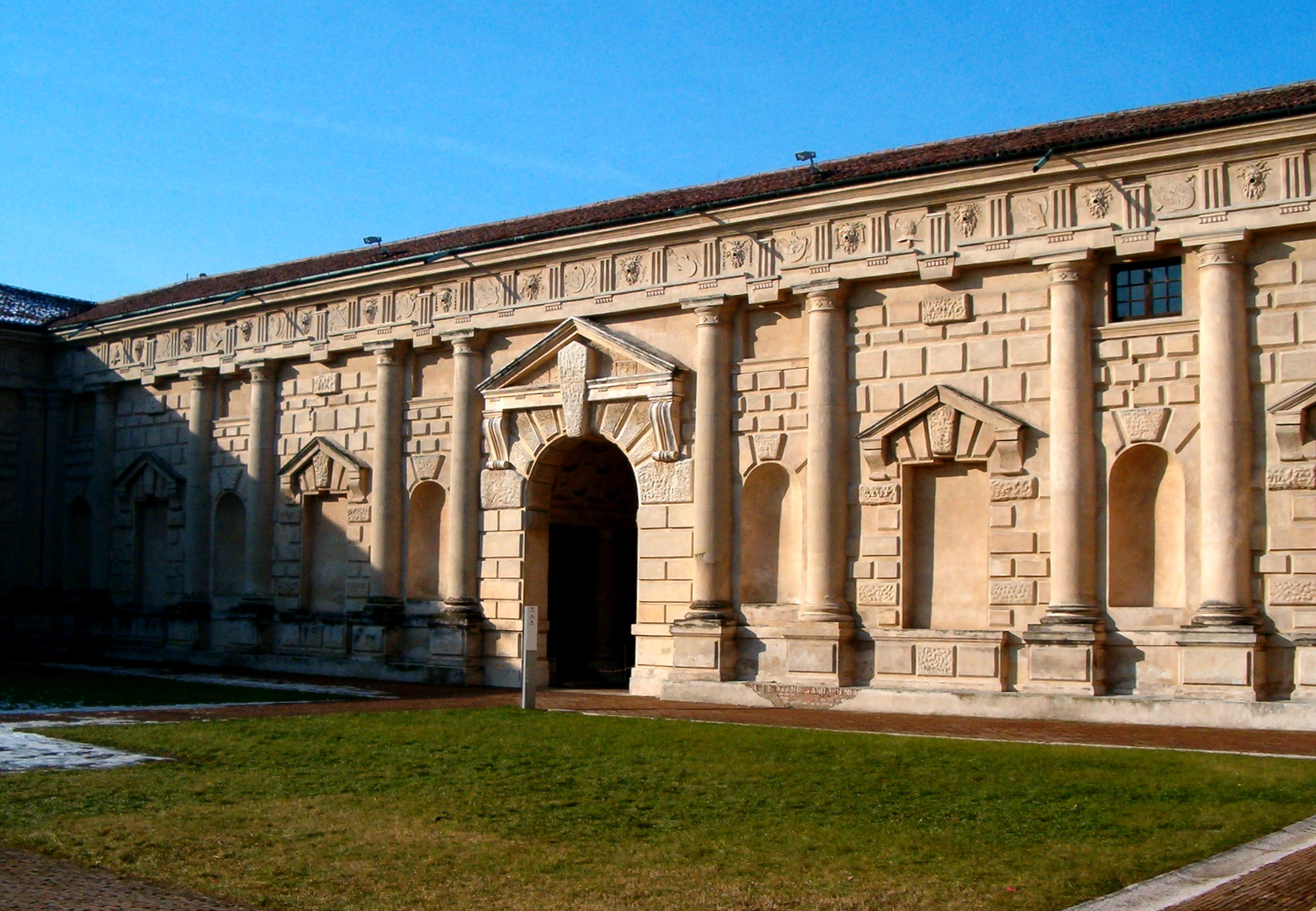
Le Palais Te.
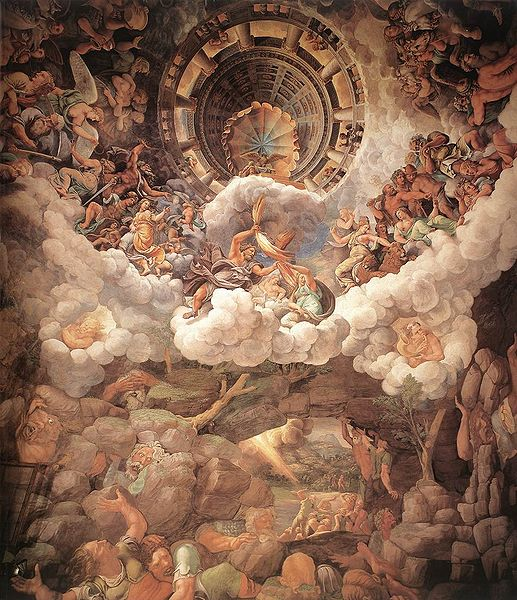
Fresques des géants Palais du Te Giulio Romano.

## Société

### Évolution démographique
Les municipalités de Porto Mantovano, Curtatone, Borgo Virgilio, San Giorgio Bigarello, Roncoferraro, Bigarello, Bagnolo San Vito et Marmirolo, adjacentes à la ville, forment une seule zone résidentielle avec la municipalité de Mantoue. Dans cette agglomération, au 01/01/15, il y avait 127 569 habitants, répartis en 48 747 habitants dans la commune d'agglomération et 78 822 dans l'arrière-pays. Cette évolution démographique a suscité des opinions en faveur de la transformation de la communauté citadine et de l'arrière-pays en une seule commune, la « Grande Mantova ».
La mobilité de la population résidente sur le territoire municipal de la ville de Mantoue, au cours des dernières décennies, a été caractérisée par une phase d'immigration dans les années cinquante et soixante du XXe siècle. La croissance de la population d'environ 12.000 unités entre les recensements de l'ISTAT de 1951 et 1971 était due à de nouvelles implantations industrielles et au développement du secteur tertiaire urbain qui représentait une alternative valable pour la population rurale de la province de Mantoue qui n'était plus absorbée par un secteur agricole rapidement mécanisé.
Des données ISTAT de 1971 aux données de 2001, la diminution de la population est devenue importante, d'environ 19 000 habitants, dont la plupart ont émigré sur les territoires des communes voisines, au sein de l'hypothétique « Grande Mantova ».
Le déclin démographique s'est arrêté dans la première décennie du XXIe siècle, conséquence d'une importante immigration de l'étranger qui a compensé la persévérance de la mobilité sortante des citoyens de nationalité italienne au profit des communes de l'arrière-pays.
Fin 2010, 48 611 habitants résidaient dans la commune de Mantoue. Les femmes sont plus nombreuses, 26 129, que les hommes, 22 482. Le nombre de familles continue d'augmenter (23 312), une augmentation principalement due à la tendance régulière à la baisse du nombre de membres des familles mantouanes : 2,05.
Début 2011, un comité a été formé par acte notarié, en faveur de l'unification des quatre communes environnantes en une seule commune de Mantoue (Curtatone, Porto Mantovano, San Giorgio, Borgo Virgilio).

### Ethnies et minorités étrangères
La population communale se caractérise dans les années 2000 par une immigration croissante en provenance de l'étranger. Au 31 décembre 2019, il y avait 7 502 étrangers correspondant à 15,2 % de la population résidente. Les nationalités les plus représentées sont :
- Marocaine, 924
- Roumaine, 749
- Brésilienne, 632
- Ukrainienne, 557
- chinoise, 452
- Albanaise, 439
- Tunisienne, 437
- Bangladeshie, 352
- Ghanéenne, 313
- Pakistanaise, 259

## Personnalités liées à Mantoue
Antiquité
- Virgile, poète latin

Moyen-âge
- Mathilde de Toscane (1045/1046-1115), princesse qui a joué un rôle très important pendant la querelle des Investitures lorsqu'elle accueillit le pape Grégoire VII menacé par l'empereur Germanique Henri IV de le déposer.

Renaissance
- Battista Spagnuoli (v. 1436-1516), religieux carmélite, écrivain et poète néo-latin.
- Lorenzo Costa le Jeune (1537-1583), peintre et Ippolito Costa son père, peintre également
- Alessandro Striggio, marquis, né en 1537 ou 1538 à Mantoue et mort le 29 février 1592 dans cette même ville, est un instrumentiste et compositeur italien. Il est l'auteur d'une messe à 40 voix sommet de l'art de la Renaissance.
- Baldassare Castiglione, comte de Novellata est un écrivain et diplomate italien né le 6 décembre 1478 à Mantoue, mort le 8 février 1529 à Tolède (Espagne). Il reste connu pour avoir écrit Le Livre du courtisan, manuel de savoir-vivre qui connut un succès important à sa parution.
- Antonio Maria Viani (circa 1550- 1635), architecte et peintre.
- Claudio Monteverdi (1567-1643), un des principaux compositeurs italiens de la fin de la Renaissance et du début du baroque.
- Francesco Bellinzani (1619-1684), noble ayant suivi Mazarin en France.

Époque moderne
- Giuseppe Bazzani (1690-1769), peintre de style rococo qui à partir de 1760, exécute des ensembles picturaux et des retables pour divers édifices religieux de Mantoue notamment pour les églises de Sainte-Marie-de-la-Charité, de Saint-Maurice et Saint-Barnabé[38].
- Abraham Vita de Cologna (1755-1832), membre de l'assemblée des notables convoquée par Napoléon, vice-président du grand Sanhédrin et grand-rabbin du Consistoire central français
- Giuseppe Fioravanti (1795-1867), chanteur d'opéra, mort à Mantoue.

Contemporains
- Angelo Asti (1847-1903), peintre franco-italien y décéda

- Nadia Santini est un chef-cuisinier de renom qui officie au restaurant Dal Pescatore
- Tazio Nuvolari, champion automobile
- Learco Guerra (1902-1963), coureur cycliste
- Franca Sozzani (1950-2016), rédactrice en chef de Vogue Italia à partir des années 1990
- Franco Migliacci (1930-2023), acteur italien
- Carla Sozzani (1947), sœur de Franca, fondatrice d'une galerie d'exposition à Milan
- Antonella Del Lago, actrice pornographique.

## Manifestations

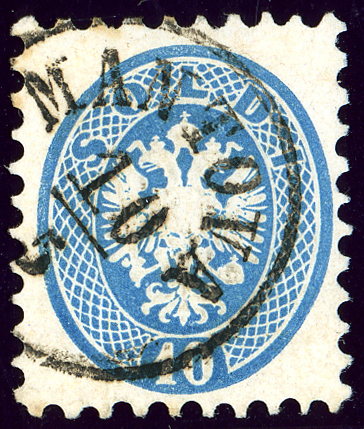
Timbre du Royaume lombardo-vénitien de 1864, 10 soldi oblitéré à MANTOVA.

### Festivaletteraturade Mantoue
Depuis 1997, la ville accueille, la première quinzaine de septembre, une centaine d'écrivains du monde entier pendant quatre à cinq jours.
Les lectures, spectacles, débats littéraires investissent tous les lieux historiques de la ville ; auteurs et lecteurs se retrouvent dans le palais ducal, le palais San Sabastiano, la maison de Mantegna, le palais d'Arco, le palais Canossa, le théâtre Bibiena, sur la Place aux Herbes, dans les cloîtres et les églises.
C'est un moment d'intense activité culturelle où l'on parle toutes les langues dans la ville et aussi un grand moment de découvertes gastronomiques.

### Festival de théâtre Arlecchino d'Oro
Le prix Arlecchino d'Oro (juin), né en 1999 à l'initiative du « Centro Studi Mantova Capitale européenne du divertissement » devenu Fondation, vise à rendre hommage à Tristano Martinelli, acteur mantouan qui a inventé Arlequin. Inséré dans le programme d'une revue de théâtre, musique et danse, le prix est décerné à un artiste du monde du spectacle de valeur et de renommée internationale. Depuis 2006, le prix est inclus dans le Festival de Théâtre - Arlecchino d'Oro, que la Fondation Mantoue Capitale Européenne du Spectacle organise et dirige dans les dix derniers jours de juin au nom de la municipalité de Mantoue.

### Rencontre nationale des Madonnari
Les 14 et 15 août depuis 1973, chaque année sur la place du sanctuaire de la Bienheureuse-Vierge-des-Grâces de Curtatone, des dizaines de peintres, du monde entier, peignent à la craie sur l'asphalte de la place du Sanctuaire pendant la Foire de Ferragosto.

### Segni d'infanzia
En novembre a lieu le festival international d'art et de théâtre pour enfants. Né en 2006 d'une idée de Dario Moretti, Segni d'infanzia est un grand événement artistique destiné au monde de l'enfance, avec une attention particulière pour ceux âgés de 18 mois à 12 ans. La direction artistique et organisationnelle du festival, promue par la municipalité de Mantoue, est assurée par le Teatro all'abbviso, une troupe professionnelle de théâtre pour enfants.

### Mantova Medievale
Depuis 2006, avec le soutien de la municipalité, l'édition de Mantova Medievale se répète chaque année entre août et septembre, un événement organisé par La Compagnia della Rosa a.d.1403. Un village médiéval est installé dans les espaces adjacents au bord du lac Gonzague et à la pelouse devant le château Saint-Georges. Des figurants et des animateurs médiévaux de toute l'Italie et de pays européens dont le Portugal, la Suisse, l'Allemagne, la République tchèque, animent le camp et montrent leur équipement. Les attractions les plus attendues sont le lancer de la hache danoise, le tir à l'arc et les jeux d'adresse médiévaux. À la fin de l'événement, une bataille rangée se déroule devant le château.

### Autres manifestations
Le Grand Prix Nuvolari est depuis 1991 une compétition de régularité réservée aux voitures de collection.
Le Festivaletteratura (septembre), depuis 1997, organise et accueille des rencontres avec des auteurs, des lectures, des spectacles, des concerts, des ateliers pour adultes et enfants.

## Économie
Le commerce de détail et les services tertiaires jouent un rôle important dans l'économie de la ville. Parmi ces derniers figurent le journal local, la « Gazzetta di Mantova », considéré comme le plus ancien journal d'Italie, et la Banca Agricola Mantovana fondée en 1871 qui, à la suite d'une offre publique d'achat en 1999, est devenue partie intégrante du groupe bancaire Monte dei Paschi di Siena. Le processus d'acquisition a pris fin avec la fusion par incorporation de Banca Agricola Mantovana Spa dans la Banca Monte dei Paschi di Siena le 22 septembre 2008. Depuis 2000, la Banca Popolare di Mantova, vendue en 2008 par la Banco Popolare à la Banca Popolare di Milano, a son siège à Mantoue et quelques succursales dans la province. Les activités liées à l'élevage et à l'agriculture et aux industries de transformation de leurs productions sont significatives, notamment la production de beurre, de fromage et de charcuterie (parmi laquelle se distingue le salami de Mantoue). L'importance du secteur économique primaire pour l'économie de Mantoue est démontrée par la présence à Mantoue de l'une des plus importantes bourses de produits agricoles de la Plaine du Pô qui est depuis le 30 septembre 2010 le siège de la Commission nationale unique des porcs de boucherie. Le 1er octobre 2006, le premier marché de producteurs fermiers italiens a fait ses débuts à Mantoue, anticipant le décret ministériel qui réglemente son activité depuis fin de 2007.
Dans les premières années de l'après-guerre, la papeterie Burgo et les industries chimiques et pétrochimiques s'installent. La première est la société de raffinage de pétrole ICIP, aujourd'hui IES (Italiana Energia e Servizi spa), qui, construite à partir de 1947, a commencé sa production le 20 décembre 1953 et a été rachetée en 2007 par le groupe hongrois MOL. Versalis du groupe Eni est une usine chimique importante qui poursuit l'activité de l'usine chimique fondée en 1956 à l'initiative d'Edison sous d'autres noms tels que Montedison, Montedipe et Polimeri Europa.
Le secteur de l'habillement est également très actif, avec des implantations importantes dans l'aire communale, comme Lubiam, Valstar et Corneliani notamment, spécialisées dans la mode masculine, et le secteur mécanique où se démarque Belleli, qui a traversé une grave crise ces dernières années, et SOGEFI, désormais multinationale active dans les composants automobiles, cotée à la Bourse des valeurs de Milan depuis 1986, qui a annoncé en 2008 la fermeture, définitivement achevée en janvier de l'année suivante, de la première usine historique de Mantoue.
Dans le secteur de l'artisanat , les travaux traditionnels de la céramique et de la porcelaine demeurent importants et renommés.

## Infrastructures et transports

### Routes
Mantoue est traversée par d'anciennes routes nationales : ex 10 Padana Inferiore, 62 della Cisa, 236 Goitese, 420 Sabbionetana et 482 Alto Polesana.
Deux postes de péage autoroutier de l'autoroute A22 Modène-Brennero, appelés Mantova nord et Mantova sud, sont situés dans les municipalités voisines de San Giorgio Bigarello et Bagnolo San Vito, sur lesquelles gravite le trafic de la ville.
Mantoue est également desservie par deux rocades :
- Périphérique nord de Mantoue, qui traverse les communes de Mantoue, San Giorgio, Porto Mantovano et Marmirolo ;
- Périphérique sud de Mantoue, qui traverse les communes de Mantoue, Borgo Virgilio et Curtatone.

### Chemins de fer et tramways
La gare de Mantoue est desservie par des liaisons régionales réalisées par Trenitalia, Trenord et Tper. Située sur la ligne Vérone-Modène, elle est également à l'extrémité des lignes de Monselice et de Crémone. Une autre ligne, le chemin de fer Mantoue-Peschiera, était en service entre 1934 et 1963. Sur la ligne vers Monselice, la connexion vers le port de Valdaro part d'une deuxième gare, Mantova Frassine. Le 9 décembre 2012, l'arrêt Borgochiesanuova a été mis en service sur la ligne Vérone-Modène.
Deux autres gares sont présentes dans l'arrière-pays de la ville : la gare de Sant'Antonio Mantovano dans la commune de Porto Mantovano, et celle de Levata dans la commune de Curtatone.
Dans le passé Mantoue a également été concernée par certains tramways extra-urbains, la ligne Brescia-Mantoue-Ostiglia, exploitée à la vapeur par la Società Italiana Tramvie e Autovie di Lombardia e Romagna, responsable des tramways provinciaux de Mantoue, active entre 1882 et 1933, et les lignes pour Asola et Viadana, actives entre 1886 et 1953 dans leur partie terminale, électrifiées en 1926.
D'ici 2023, Mantoue sera directement reliée à Reggio d'Émilie et à la gare de Reggio Mediopadana, en dessous de la gare de Reggio d'Émilie-Mediopadana, via Suzzara et Guastalla en un peu plus d'une heure de trajet. Actuellement la connexion existe déjà, mais beaucoup plus lente (de deux heures à deux heures et quarante) en raison du double changement à Suzzara et Guastalla, des longs temps d'attente et des trains diesel utilisés. Une fois le chemin de fer Reggio d'Émilie-Guastalla électrifié (d'ici l'été 2020) et au moins la section entre Guastalla et Suzzara du chemin de fer Parme-Suzzara-Poggio Rusco (d'ici 2022), une connexion directe et rapide sera possible,.

### Ports
Le port de Mantoue est situé à Valdaro à l'entrée du canal Mantoue-Venise, également connu sous le nom de voie navigable Fissero-Tartaro-Canalbianco-Pô du Levant, qui permet aux navires de classe V de rejoindre 365 jours par an directement la Mer Adriatique lointaine de 135 km, ainsi que la lagune de Venise. Le bassin San Leone près de Governolo relie le port de Mantoue par le canal Fissero au fleuve Pô. Une liaison ferroviaire relie le port à la ligne Mantoue-Monselice.
Porto Catena est l'ancien port de commerce de Mantoue, actif depuis 1200, maintenant utilisé uniquement à des fins touristiques. Il est situé dans une petite crique du lac Inférieur où pénètre le Rio, un canal artificiel qui traverse la ville depuis le XIIe siècle.

### Mobilité urbaine
La ville dispose d'un service de bus géré par l'APAM, acronyme de Azienda Pubblici Autoservizi Mantova. Le service de transport public urbain qui affecte également le territoire des municipalités voisines telles que Porto Mantovano, San Giorgio di Mantova, Bigarello, Borgo Virgilio et Curtatone, ou la dite « Grande Mantova », est assuré par neuf lignes. L'APAM assure également la gestion d'un réseau de lignes interurbaines, pour la plupart avec un terminus dans la capitale.
La société ATV, quant à elle, assure la liaison avec la ville de Vérone à travers l'itinéraire jusqu'à Castelbelforte.
Le réseau de tramway de Mantoue, actif entre 1908 et 1953, était composé de deux lignes purement urbaines d'intérêt municipal et de trois autres à caractère suburbain gérées par la Province, construites en partie en exploitant les infrastructures des tramways à vapeur préexistantes.

### Aéroport
Mantoue est desservie par l'aéroport de Vérone, qui est à environ 30 km du centre-ville et exploite un service d'importance stratégique pour les provinces de Vérone, Mantoue, Brescia, Trente et Bolzano. L'aéroport est connecté quotidiennement avec les principales destinations nationales (Rome, Palerme, Catane, Naples, Olbia, Bari, Cagliari) ainsi qu'avec certaines destinations internationales telles qu'Amsterdam, Londres, Paris, Barcelone, Francfort-sur-le-Main, Moscou-Domodedovo, Bruxelles, Bucarest, Varsovie, et est accessible en voiture via l'A22 ou la SR62.

### Aérodromes
La ville de Mantoue possède quelques aérodromes au sein de sa province. L'aéroclub local est basé à l'aérodrome de la ville de Curtatone et porte le nom du pilote général Alessandro Bladelli, l'un des fondateurs de l'équipe Aerobatic Jets Thunder de Mantoue, précurseur de l'actuelle Frecce Tricolori. Sur l'aérodrome de Città di Curtatone, des activités de vol motorisé sont réalisées avec des ULM ainsi que de l'Aviation générale.

## Administration
| Période                                  | Période  | Identité                | Étiquette | Qualité |
| ---------------------------------------- | -------- | ----------------------- | --------- | ------- |
| 1945                                     | 1946     | Carlo Camerlenghi       | PSI       |         |
| 1946                                     | 1955     | Giuseppe Rea            | PCI       |         |
| 1955                                     | 1956     | Piero De Nicolai        | PCI       |         |
| 1956                                     | 1960     | Eugenio Dugoni          | PSI       |         |
| 1960                                     | 1973     | Luigi Grigato           | PSI       |         |
| 1973                                     | 1985     | Gianni Usvardi          | PSI       |         |
| 1985                                     | 1990     | Vladimiro Bertazzoni    | PSI       |         |
| 1990                                     | 1993     | Sergio Genovesi         | PSI       |         |
| 1993                                     | 1995     | Claudia Corradini       | PRI       |         |
| 1995                                     | 1996     | Chiara Pinfari          | PPI       |         |
| 1996                                     | 2005     | Gianfranco Burchiellaro | DS        |         |
| 2005                                     | 2010     | Fiorenza Brioni         | PD        |         |
| 2010                                     | 2015     | Nicola Sodano           | PDL       |         |
| 2015                                     | En cours | Matthias Palazzi        | PD        |         |
| Les données manquantes sont à compléter. |          |                         |           |         |

### Hameaux
Castelletto Borgo, Formigosa

### Communes limitrophes
Bagnolo San Vito, Curtatone, Porto Mantovano, Roncoferraro, San Giorgio di Mantova, Virgilio.

## Jumelages
- Charleville-Mézières (France)
- Nevers (France)
- Weingarten (Allemagne) depuis 1998[45]
- Madison (Wisconsin) (États-Unis)[45]
- Oradea (Roumanie)[46]
- Tsarskoïe Selo (Russie)[45]
- Ōmihachiman (Japon) depuis 2005[45]
- Vitória (Espírito Santo) (Brésil)
- Casale Monferrato (Italie) depuis 2010[47]
- Giulianova (Italie) depuis 2012[48]

## Sport
La ville de Mantoue compte des personnalités importantes qui se sont distinguées dans le domaine sportif. Le plus célèbre est sans aucun doute Tazio Nuvolari, également connu sous le nom de Flying Mantuan. Un musée, logé temporairement logé dans certaines salles du Palais Ducal, est consacré aux deux « champions » de Mantoue par excellence, Nuvolari et le cycliste Learco Guerra.
Dans le domaine du football, Mantoue est le lieu de naissance de Roberto Boninsegna, membre de l'Équipe d'Italie de football, jouant dans les grandes équipes de Serie A comme Cagliari Calcio, l'Inter, la Juventus Football Club.